# 1001 könyv, amit el kell olvasnod, mielőtt meghalsz

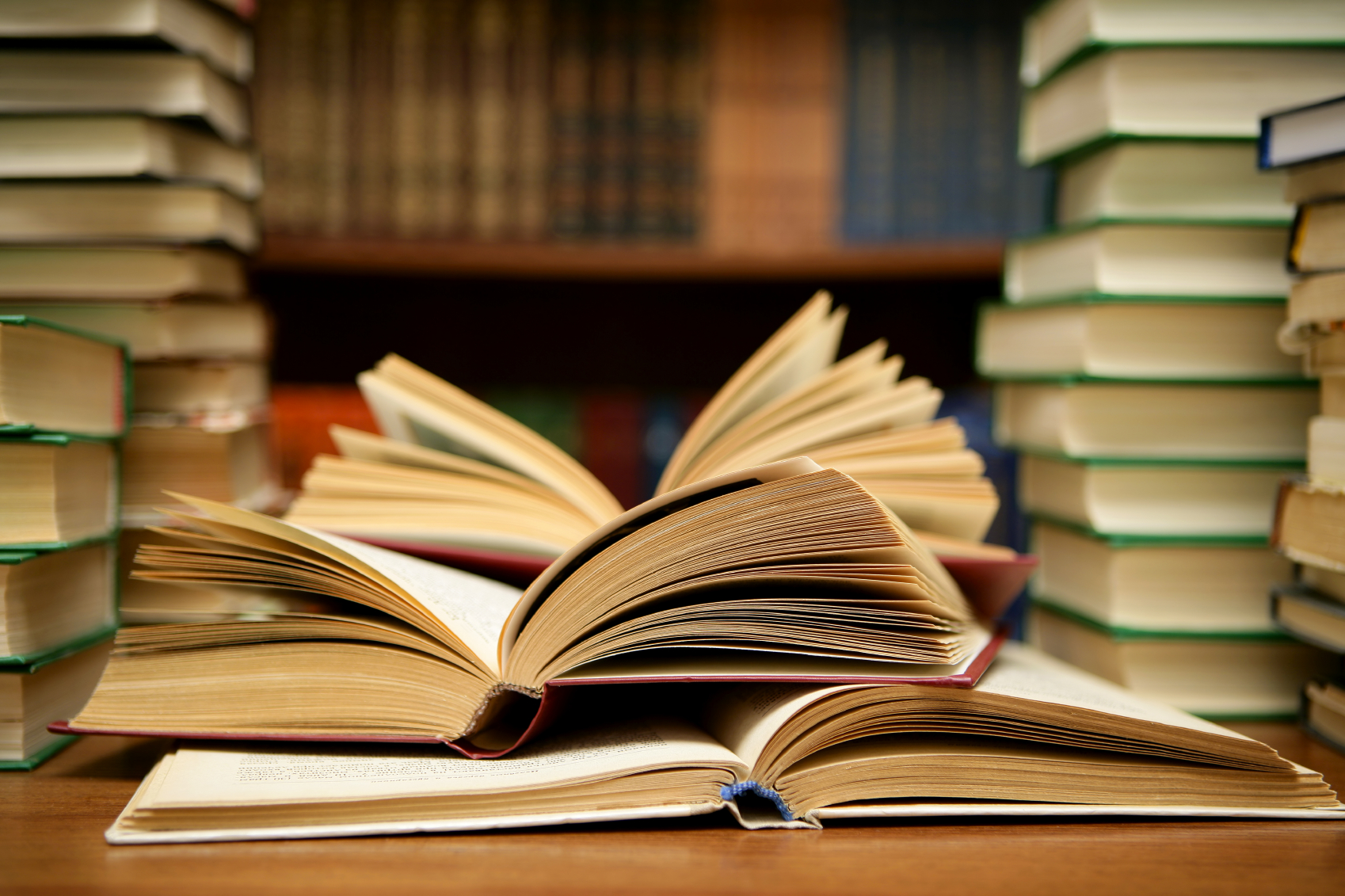
Könyvek egy könyvtárban

Az 1001 könyv, amit el kell olvasnod, mielőtt meghalsz (1001 Books You Must Read Before You Die) egy irodalomkritikai könyv, melyet több száz irodalomkritikus állított össze a világ számos részéről. Peter Boxall szerkesztette, és Peter Ackroyd írta a bevezetőjét 2006-ban (magyar kiadás: fordította: Beczásy Dorottya, Gabo Kiadó, Budapest, 2007, 960 o.,ISBN 9789636890759). Minden könyvhöz rövid összefoglaló, kritika és magyarázat tartozik, hogy miért választották, valamint egy-két kép.
Ebben a listában csak annál a könyvnél adunk meg magyar címet, amelyik magyarul is megjelent.
A listát komoly bírálatok érték, elsősorban az angol nyelvű irodalom túlsúlya miatt, ezért kb. egy évtizeddel később egy újabb, módosított változat jelent meg, amelyben a más nyelven írott művek nagyobb arányban szerepelnek (pl. a négy magyar nyelven írott könyv helyett hat).[forrás?]

## A 18. századig
| Szerző              | Eredeti cím                                             | Magyar cím                                     | Év                 |
| ------------------- | ------------------------------------------------------- | ---------------------------------------------- | ------------------ |
| Aiszóposz           | Fabulae Aesopi                                          | Aiszóposz meséi                                | ~ I. e. 6. század  |
| Ovidius             | Metamorphoses                                           | Átváltozások                                   | ~ 2–8.             |
| Kharitón            | Ta peri Khairean kai Kallirrhoén                        | Kallirhoé                                      | ~ 1. század közepe |
| Lucius Apuleius     | Metamorphoses vagy Asinus aureus                        | Az aranyszamár                                 | 160 körül          |
| Héliodórosz         | Aithiopika                                              | Aithiopika (Sorsüldözött szerelmesek)          | ~ 3. század        |
|                     | كتاب ألف ليلة وليلة (Kitáb alf lajla va lajla)          | Az Ezeregyéjszaka meséi                        | 900 körül          |
| François Rabelais   | Gargantua                                               | Gargantua és Pantagruel                        | 1534               |
| John Lyly           | Euphues: The Anatomy of Wit                             |                                                | 1579               |
| Thomas Nashe        | The Unfortunate Traveller; or, The Life of Jacke Wilton | A balszerencsés utazó, avagy Jack Wilton élete | 1594               |
| Miguel de Cervantes | Don Quixote                                             | Don Quijote                                    | 1605               |
| John Bunyan         | The Pilgrim’s Progress                                  | A zarándok útja                                | 1678               |
| M.-M. de Lafayette  | La Princesse de Clèves                                  | Clèves hercegnő                                | 1678               |
| Aphra Behn          | Oroonoko                                                |                                                | 1688               |

## 18. század
| Szerző                | Eredeti cím                                                                    | Magyar cím                                             | Év   |
| --------------------- | ------------------------------------------------------------------------------ | ------------------------------------------------------ | ---- |
| Jonathan Swift        | A Tale of a Tub                                                                | Hordómese                                              | 1704 |
| Daniel Defoe          | Robinson Crusoe                                                                | Robinson Crusoe                                        | 1719 |
| Eliza Haywood         | Love in Excess                                                                 |                                                        | 1719 |
| Daniel Defoe          | Moll Flanders                                                                  | Moll Flanders                                          | 1722 |
| Daniel Defoe          | Roxana                                                                         | Roxana, avagy a szerencsés kedves                      | 1724 |
| Jonathan Swift        | Gulliver’s Travels                                                             | Gulliver utazásai                                      | 1726 |
| Jonathan Swift        | A Modest Proposal                                                              | Szerény javaslat                                       | 1729 |
| Henry Fielding        | The History of the Adventures of Joseph Andrews & his friend Mr. Abraham Adams | Joseph Andrews és barátja, Mr. Abraham Adams kalandjai | 1742 |
| John Arbuthnot et al. | Memoirs of Martinus Scriblerus                                                 |                                                        | 1741 |
| Denis Diderot         | Jacques le fataliste et son maître                                             | Mindenmindegy Jakab                                    | 1796 |
| Samuel Richardson     | Pamela or Virtue Rewarded                                                      |                                                        | 1742 |
| Samuel Richardson     | Clarissa                                                                       |                                                        | 1749 |
| T. G. Smollett        | Roderick Random                                                                | Roderick Random                                        | 1748 |
| Henry Fielding        | Tom Jones                                                                      | Tom Jones                                              | 1749 |
| John Cleland          | Fanny Hill                                                                     | Fanny Hill                                             | 1749 |
| T. G. Smollett        | The Adventures of Peregrine Pickle                                             |                                                        | 1751 |
| Henry Fielding        | Amelia                                                                         | Amelia                                                 | 1751 |
| Charlotte Lennox      | The Female Quixote                                                             |                                                        | 1752 |
| Voltaire              | Candide                                                                        | Candide                                                | 1759 |
| Samuel Johnson        | Rasselas                                                                       |                                                        | 1759 |
| J.-J. Rousseau        | Julie; ou, la nouvelle Héloïse                                                 | Az új Heloise                                          | 1760 |
| Denis Diderot         | Le Neveu de Rameau                                                             | Rameau unokaöccse                                      | 1761 |
| J.-J. Rousseau        | Émile ou de l’Éducation                                                        | Emil, avagy a nevelésről                               | 1762 |
| Horace Walpole        | The Castle of Otranto                                                          | Az otrantói várkastély                                 | 1765 |
| Oliver Goldsmith      | The Vicar of Wakefield                                                         | A wakefieldi lelkész                                   | 1766 |
| Laurence Sterne       | Tristram Shandy                                                                | Tristram Shandy                                        | 1767 |
| Laurence Sterne       | A Sentimental Journey                                                          | Érzelmes utazás                                        | 1768 |
| Henry Mackenzie       | The Man of Feeling                                                             |                                                        | 1771 |
| T. G. Smollett        | The Expedition of Humphrey Clinker                                             | Humphry Clinker kalandozásai                           | 1771 |
| J. W. von Goethe      | Die Leiden des jungen Werthers                                                 | Az ifjú Werther szenvedései                            | 1774 |
| Fanny Burney          | Evelina                                                                        |                                                        | 1778 |
| J.-J. Rousseau        | Les Rêveries du promeneur solitaire                                            | A magányos sétáló álmodozásai                          | 1782 |
| P. C. de Laclos       | Les Liaisons dangereuses                                                       | Veszedelmes viszonyok                                  | 1782 |
| J.-J. Rousseau        | Les Confessions                                                                | Vallomások                                             | 1782 |
| Fanny Burney          | Cecilia                                                                        |                                                        | 1782 |
| De Sade márki         | Les Cent Vingt Journées de Sodome                                              | Szodoma százhúsz napja                                 | 1785 |
| William Beckford      | Vathek                                                                         | Vathek kalifa története                                | 1786 |
| De Sade márki         | Justine, ou les malheurs de la vertu                                           | Justine avagy az erény meghurcoltatása                 | 1791 |
| William Godwin        | The Adventures of Caleb Williams                                               |                                                        | 1794 |
| Olaudah Equiano       | The Interesting Narrative                                                      |                                                        | 1794 |
| Ann Radcliffe         | The Mysteries of Udolpho                                                       |                                                        | 1794 |
| J. W. von Goethe      | Wilhelm Meisters Lehrjahre                                                     | Wilhelm Meister tanulóévei                             | 1795 |
| Matthew Gregory Lewis | The Monk                                                                       | A szerzetes                                            | 1796 |
| Fanny Burney          | Camilla                                                                        |                                                        | 1796 |
| Denis Diderot         | La Religieuse                                                                  | Az apáca                                               | 1796 |
| Friedrich Hölderlin   | Hyperion oder Der Eremit in Griechenland                                       | Hüperión vagy a görögországi remete                    | 1797 |
| Maria Edgeworth       | Castle Rackrent                                                                | A Rackrent kastély                                     | 1800 |

## 19. század

### 1801–1810
| Szerző           | Eredeti cím              | Magyar cím              | Év   |
| ---------------- | ------------------------ | ----------------------- | ---- |
| J. W. von Goethe | Die Wahlverwandtschaften | Vonzások és választások | 1809 |

### 1811–1820
| Szerző           | Eredeti cím           | Magyar cím             | Év   |
| ---------------- | --------------------- | ---------------------- | ---- |
| Jane Austen      | Sense and Sensibility | Értelem és érzelem     | 1811 |
| Maria Edgeworth  | The Absentee          |                        | 1812 |
| Jane Austen      | Pride and Prejudice   | Büszkeség és balítélet | 1813 |
| Jane Austen      | Mansfield Park        | A mansfieldi kastély   | 1814 |
| Jane Austen      | Emma                  | Emma                   | 1816 |
| Sir Walter Scott | Rob Roy               | Rob Roy                | 1817 |
| Maria Edgeworth  | Ormond                |                        | 1817 |
| Jane Austen      | Persuasion            | Meggyőző érvek         | 1817 |
| Jane Austen      | Northanger Abbey      | A klastrom titka       | 1817 |
| Mary Shelley     | Frankenstein          | Frankenstein           | 1818 |
| Sir Walter Scott | Ivanhoe               | Ivanhoe                | 1820 |
| Sir Walter Scott | The Monastery         |                        | 1820 |
| C. R. Maturin    | Melmoth the Wanderer  |                        | 1820 |

### 1821–1830
| Szerző             | Eredeti cím                                               | Magyar cím        | Év   |
| ------------------ | --------------------------------------------------------- | ----------------- | ---- |
| C. R. Maturin      | The Albigenses                                            |                   | 1824 |
| James Hogg         | The Private Memoirs and Confessions of a Justified Sinner |                   | 1824 |
| J. F. Cooper       | Last of the Mohicans                                      | Az utolsó mohikán | 1826 |
| Alessandro Manzoni | I promessi sposi                                          | Jegyesek          | 1827 |
| Stendhal           | Le Rouge et le Noir                                       | Vörös és fekete   | 1830 |

### 1831–1840
| Szerző           | Eredeti cím                                  | Magyar cím                                  | Év   |
| ---------------- | -------------------------------------------- | ------------------------------------------- | ---- |
| Victor Hugo      | Notre-Dame de Paris                          | A párizsi Notre-Dame                        | 1831 |
| Honoré de Balzac | Eugénie Grandet                              | Eugénie Grandet                             | 1834 |
| Honoré de Balzac | Le Père Goriot                               | Goriot apó                                  | 1835 |
| Ny. V. Gogol     | Нос (Nosz)                                   | Az orr                                      | 1836 |
| Charles Dickens  | Oliver Twist                                 | Twist Olivér                                | 1838 |
| Charles Dickens  | The Life and Adventures of Nicholas Nickleby | Nicholas Nickleby élete és kalandjai        | 1839 |
| Edgar Allan Poe  | The Fall of the House of Usher               | Az Usher-ház vége / Az Usher-ház pusztulása | 1839 |
| Stendhal         | La Chartreuse de Parme                       | A pármai kolostor                           | 1839 |

### 1841–1850
| Szerző              | Eredeti cím                   | Magyar cím                           | Év   |
| ------------------- | ----------------------------- | ------------------------------------ | ---- |
| Ny. V. Gogol        | Мёртвые души (Mjortvije dusi) | Holt lelkek                          | 1842 |
| Charles Dickens     | A Christmas Carol             | Karácsonyi ének                      | 1843 |
| Honoré de Balzac    | Illusions Perdues             | Elveszett illúziók                   | 1843 |
| Edgar Allan Poe     | The Pit and the Pendulum      | A kút és az inga                     | 1843 |
| Charles Dickens     | Martin Chuzzlewit             | Martin Chuzzlewit élete és kalandjai | 1844 |
| Edgar Allan Poe     | The Purloined Letter          | Az ellopott levél                    | 1844 |
| Alexandre Dumas     | Les Trois Mousquetaires       | A három testőr                       | 1844 |
| Alexandre Dumas     | La Reine Margot               | Margot királyné                      | 1845 |
| Alexandre Dumas     | Le Comte de Monte-Cristo      | Monte Cristo grófja                  | 1846 |
| W. M. Thackeray     | Vanity Fair                   | Hiúság vására                        | 1847 |
| Charlotte Brontë    | Jane Eyre                     | Jane Eyre                            | 1847 |
| Anne Brontë         | Agnes Grey                    | Agnes Grey                           | 1847 |
| Emily Brontë        | Wuthering Heights             | Üvöltő szelek                        | 1847 |
| Anne Brontë         | The Tenant of Wildfell Hall   | Wildfell asszonya                    | 1848 |
| Elizabeth Gaskell   | Mary Barton                   | Szerelem és gyötrelem                | 1848 |
| Charlotte Brontë    | Shirley                       | Shirley                              | 1849 |
| Charles Dickens     | David Copperfield             | David Copperfield                    | 1850 |
| Nathaniel Hawthorne | The Scarlet Letter            | A skarlát betű                       | 1850 |

### 1851–1860
| Szerző                | Eredeti cím                                 | Magyar cím                                                                             | Év   |
| --------------------- | ------------------------------------------- | -------------------------------------------------------------------------------------- | ---- |
| Herman Melville       | Moby-Dick                                   | Moby Dick, vagy a fehér bálna                                                          | 1851 |
| Nathaniel Hawthorne   | The House of the Seven Gables               | A hétormú ház                                                                          | 1851 |
| Nathaniel Hawthorne   | The Blithedale Romance                      | Derűvölgy románca                                                                      | 1852 |
| Harriet Beecher Stowe | Uncle Tom’s Cabin or, Life Among the Lonely | Tamás bátya kunyhója                                                                   | 1852 |
| Elizabeth Gaskell     | Cranford                                    | A kisváros                                                                             | 1853 |
| Charlotte Brontë      | Villette                                    | Villette                                                                               | 1853 |
| Charles Dickens       | Bleak House                                 | Örökösök                                                                               | 1853 |
| Henry David Thoreau   | Walden                                      | Walden                                                                                 | 1854 |
| Charles Dickens       | Hard Times                                  | Nehéz idők                                                                             | 1854 |
| Elizabeth Gaskell     | North and South                             | Észak és Dél                                                                           | 1855 |
| Gustave Flaubert      | Madame Bovary                               | Bovaryné                                                                               | 1857 |
| George Eliot          | Adam Bede                                   | Adam Bede                                                                              | 1859 |
| I. A. Goncsarov       | Обломов (Oblomov)                           | Oblomov                                                                                | 1859 |
| Charles Dickens       | A Tale of Two Cities                        | Két város regénye                                                                      | 1859 |
| Multatuli             | Max Havelaar                                | Jáva gazdag és éhezik / Max Havelaar avagy a Holland Kereskedelmi Társaság kávéaukciói | 1860 |
| Nathaniel Hawthorne   | The Marble Faun                             | Átalakulás, avagy a Monte-Beni családrege                                              | 1860 |
| Wilkie Collins        | The Woman in White                          | A fehér ruhás nő                                                                       | 1860 |
| George Eliot          | The Mill on the Floss                       | A vízimalom                                                                            | 1860 |
| Anthony Trollope      | Castle Richmond                             |                                                                                        | 1860 |
| I. Sz. Turgenyev      | Накануне (Nakanune)                         | A küszöbön                                                                             | 1860 |

### 1861–1870
| Szerző               | Eredeti cím                                              | Magyar cím                     | Év   |
| -------------------- | -------------------------------------------------------- | ------------------------------ | ---- |
| Charles Dickens      | Great Expectations                                       | Szép remények                  | 1861 |
| George Eliot         | Silas Marner                                             | A raveloei takács              | 1861 |
| I. Sz. Turgenyev     | Отцы и дети (Otci i gyetyi)                              | Apák és fiúk                   | 1862 |
| Victor Hugo          | Les Misérables                                           | A nyomorultak                  | 1862 |
| Charles Kingsley     | The Water-Babies                                         |                                | 1863 |
| F. M. Dosztojevszkij | Записки из подполья (Zapiszki iz podpolja)               | Feljegyzések az egérlyukból    | 1864 |
| Sheridan Le Fanu     | Uncle Silas                                              |                                | 1864 |
| Charles Dickens      | Our Mutual Friend                                        | Közös barátunk                 | 1865 |
| Lewis Carroll        | Alice’s Adventures in Wonderland                         | Alice Csodaországban           | 1865 |
| F. M. Dosztojevszkij | Преступление и наказание (Presztuplenyije i nakazanyije) | Bűn és bűnhődés                | 1866 |
| Jules Verne          | Voyage au centre de la Terre                             | Utazás a Föld középpontja felé | 1866 |
| Anthony Trollope     | The Last Chronicle of Barset                             |                                | 1867 |
| Émile Zola           | Thérèse Raquin                                           | Theresa Raquin                 | 1867 |
| Louisa May Alcott    | Little Women                                             | Kisasszonyok                   | 1868 |
| Wilkie Collins       | The Moonstone                                            | A holdgyémánt                  | 1868 |
| F. M. Dosztojevszkij | Идиот (Idiot)                                            | A félkegyelmű                  | 1869 |
| Comte de Lautréamont | Les Chants de Maldoror                                   | Maldoror énekei                | 1869 |
| Anthony Trollope     | Phineas Finn                                             |                                | 1869 |
| Gustave Flaubert     | L’Éducation sentimentale                                 | Érzelmek iskolája              | 1869 |
| Lev Tolsztoj         | Война и мир (Vojna i mir)                                | Háború és béke                 | 1869 |
| Anthony Trollope     | He Knew He Was Right                                     |                                | 1869 |
| I. Sz. Turgenyev     | Степной король Лир (Sztyepnoj korol Lir)                 | A puszta Lear királya          | 1870 |

### 1871–1880
| Szerző                  | Eredeti cím                                    | Magyar cím                                          | Év   |
| ----------------------- | ---------------------------------------------- | --------------------------------------------------- | ---- |
| Lewis Carroll           | Through the Looking Glass                      | Alice Tükörországban                                | 1871 |
| George Eliot            | Middlemarch                                    | Middlemarch                                         | 1872 |
| I. Sz. Turgenyev        | Вешние воды (Vesnyije vodi)                    | Tavaszi vizek                                       | 1872 |
| Samuel Butler           | Erewhon                                        | Meslohes                                            | 1872 |
| F. M. Dosztojevszkij    | Бесы (Beszi)                                   | Ördögök                                             | 1872 |
| Joseph Sheridan Le Fanu | In a Glass Darkly                              | Fogadó a Repülő sárkányhoz és más kísértethistóriák | 1872 |
| Jules Verne             | Le Tour du monde en quatre-vingts jours        | Nyolcvan nap alatt a Föld körül                     | 1873 |
| Ny. Sz. Leszkov         | Очарованный странник (Ocsarovannij sztrannyik) | Az elvarázsolt zarándok                             | 1873 |
| Thomas Hardy            | Far from the Madding Crowd                     |                                                     | 1874 |
| Gustave Flaubert        | La Tentation de Saint Antoine                  | Szent Antal megkísértése                            | 1874 |
| Thomas Hardy            | The Hand of Ethelberta                         |                                                     | 1876 |
| George Eliot            | Daniel Deronda                                 |                                                     | 1876 |
| I. Sz. Turgenyev        | Новь (Nov)                                     | Töretlen föld                                       | 1877 |
| Émile Zola              | L’Assommoir                                    | A patkányfogó                                       | 1877 |
| Lev Tolsztoj            | Анна Каренина (Anna Karenyina)                 | Anna Karenina                                       | 1877 |
| Thomas Hardy            | Return of the Native                           | Hazatérés                                           | 1878 |
| August Strindberg       | Röda rummet                                    | A vörös szoba                                       | 1880 |
| F. M. Dosztojevszkij    | Братья Карамазовы (Bratyja Karamazovi)         | A Karamazov testvérek                               | 1880 |
| Émile Zola              | Nana                                           | Nana                                                | 1880 |
| Lew Wallace             | Ben-Hur                                        | Ben-Hur                                             | 1880 |

### 1881–1890
| Szerző                 | Eredeti cím                                 | Magyar cím                           | Év   |
| ---------------------- | ------------------------------------------- | ------------------------------------ | ---- |
| Gustave Flaubert       | Bouvard et Pécuchet                         | Bouvard és Pécuchet                  | 1881 |
| Henry James            | The Portrait of a Lady                      | Egy hölgy arcképe                    | 1881 |
| Giovanni Verga         | I Malavoglia                                | A Malavoglia család                  | 1881 |
| Robert Louis Stevenson | Treasure Island                             | A kincses sziget                     | 1883 |
| Guy de Maupassant      | Une Vie                                     | Egy asszony élete                    | 1883 |
| Lev Tolsztoj           | Смерть Ивана Ильича (Szmerty Ivana Iljicsa) | Ivan Iljics halála                   | 1884 |
| Joris-Karl Huysmans    | À rebours                                   | A különc                             | 1884 |
| Walter Pater           | Marius the Epicurean                        |                                      | 1885 |
| Guy de Maupassant      | Bel-Ami                                     | A szépfiú                            | 1885 |
| Mark Twain             | The Adventures of Huckleberry Finn          | Huckleberry Finn kalandjai           | 1885 |
| Émile Zola             | Germinal                                    | Germinál                             | 1885 |
| H. Rider Haggard       | King Solomon’s Mines                        | Salamon király kincse                | 1885 |
| Robert Louis Stevenson | Kidnapped                                   | Emberrablók                          | 1886 |
| Thomas Hardy           | The Mayor of Casterbridge                   | A weydoni asszonyvásár               | 1886 |
| Robert Louis Stevenson | The Strange Case of Dr. Jekyll and Mr. Hyde | Dr. Jekyll és Mr. Hyde különös esete | 1886 |
| H. Rider Haggard       | She                                         | Ő / Ayesha                           | 1887 |
| Thomas Hardy           | The Woodlanders                             | Erdőlakók                            | 1887 |
| August Strindberg      | Hemsöborna                                  | A hemsőiek / Hemső regénye           | 1887 |
| Benito Pérez Galdós    | Fortunata y Jacinta                         |                                      | 1887 |
| Guy de Maupassant      | Pierre et Jean                              | Péter és János                       | 1888 |
| Robert Louis Stevenson | The Master of Ballantrae                    | A ballantraei földesúr               | 1889 |
| Knut Hamsun            | Sult                                        | Éhség                                | 1890 |
| August Strindberg      | By the Open Sea                             | Viharos tengeren                     | 1890 |
| Émile Zola             | La Bête Humaine                             | Állat az emberben                    | 1890 |
| Lev Tolsztoj           | Крейцерова соната (Krejcerova szonata)      | A Kreutzer-szonáta                   | 1890 |
| Oscar Wilde            | The Picture of Dorian Gray                  | Dorian Gray arcképe                  | 1890 |

### 1891–1900
| Szerző                               | Eredeti cím                       | Magyar cím                | Év   |
| ------------------------------------ | --------------------------------- | ------------------------- | ---- |
| Thomas Hardy                         | Tess of the D’Urbervilles         | Egy tiszta nő             | 1891 |
| Selma Lagerlöf                       | Gösta Berlings saga               | Gösta Berling történetei  | 1891 |
| George Gissing                       | New Grub Street                   |                           | 1891 |
| William Morris                       | News from Nowhere                 |                           | 1891 |
| Arthur Conan Doyle                   | The Adventures of Sherlock Holmes | Sherlock Holmes kalandjai | 1892 |
| George Grossmith és Weedon Grossmith | Diary of a Nobody                 |                           | 1892 |
| George Gissing                       | Born in Exile                     |                           | 1892 |
| Charlotte Perkins Gilman             | The Yellow Wallpaper              | A sárga tapéta            | 1892 |
| Edith Anna Somerville és Martin Ross | The Real Charlotte                |                           | 1894 |
| Thomas Hardy                         | Jude the Obscure                  | Lidércfény                | 1895 |
| Theodor Fontane                      | Effi Briest                       | Effi Briest               | 1895 |
| H. G. Wells                          | The Time Machine                  | Az időgép                 | 1895 |
| H. G. Wells                          | The Island of Dr. Moreau          | Dr. Moreau szigete        | 1896 |
| Henryk Sienkiewicz                   | Quo vadis                         | Quo vadis                 | 1896 |
| Bram Stoker                          | Dracula                           | Drakula                   | 1897 |
| André Gide                           | Les Nourritures terrestres        | Földi táplálékok          | 1897 |
| Henry James                          | What Maisie Knew                  | Maisie tudja              | 1897 |
| H. G. Wells                          | The Invisible Man                 | A láthatatlan ember       | 1897 |
| H. G. Wells                          | The War of the Worlds             | Világok harca             | 1898 |
| Henry James                          | The Turn of the Screw             | A csavar fordul egyet     | 1898 |
| Kate Chopin                          | The Awakening                     | Ébredés                   | 1899 |
| Theodor Fontane                      | Der Stechlin                      | A tóparti kastély         | 1899 |
| Edith Anna Somerville és Martin Ross | Some Experiences of an Irish R.M. |                           | 1899 |
| Joseph Conrad                        | Lord Jim                          | Lord Jim                  | 1900 |
| Theodore Dreiser                     | Sister Carrie                     | Carrie drágám             | 1900 |

## 20. század

### 1901–1910
| Szerző               | Eredeti cím                          | Magyar cím              | Év        |
| -------------------- | ------------------------------------ | ----------------------- | --------- |
| Rudyard Kipling      | Kim                                  | Kim                     | 1901      |
| Thomas Mann          | Buddenbrooks                         | A Buddenbrook ház       | 1901      |
| Arthur Conan Doyle   | The Hound of the Baskervilles        | A sátán kutyája         | 1902      |
| Joseph Conrad        | Heart of Darkness                    | A sötétség mélyén       | 1902      |
| Henry James          | The Wings of the Dove                | A galamb szárnyai       | 1902      |
| André Gide           | L’Immoraliste                        | Meztelen                | 1902      |
| Erskine Childers     | The Riddle of the Sands              | A homok titka           | 1903      |
| Henry James          | The Ambassadors                      |                         | 1903      |
| Henry James          | The Golden Bowl                      |                         | 1904      |
| Frederick Rolfe      | Hadrian the Seventh                  |                         | 1904      |
| Joseph Conrad        | Nostromo                             | Nostromo                | 1904      |
| E. M. Forster        | Where Angels Fear to Tread           | Ahol angyal se jár      | 1905      |
| Heinrich Mann        | Professor Unrat                      | Ronda tanár úr          | 1905      |
| Edith Wharton        | The House of Mirth                   | A vigasság háza         | 1905      |
| John Galsworthy      | The Forsyte Sage                     | A Forsyte-saga          | 1906-1921 |
| Robert Musil         | Die Verwirrungen des Zöglings Törleß | Törless iskolaévei      | 1906      |
| Upton Sinclair       | The Jungle                           | A mocsár                | 1906      |
| Joseph Conrad        | The Secret Agent                     | A titkosügynök          | 1907      |
| Makszim Gorkij       | Мать (Maty)                          | Az anya                 | 1907      |
| William Hope Hodgson | The House on the Borderland          | Ház a határvidéken      | 1908      |
| Arnold Bennett       | The Old Wives’ Tale                  | Kisvárosi nagyasszonyok | 1908      |
| Jack London          | The Iron Heel                        | A vaspata               | 1908      |
| E. M. Forster        | A Room With a View                   | Szoba kilátással        | 1908      |
| Henri Barbusse       | L’Enfer                              | A Pokol                 | 1908      |
| H. G. Wells          | Tono-Bungay                          | Tono-Bungay             | 1909      |
| André Gide           | La Porte étroite                     | A mennyország kapuja    | 1909      |
| Jack London          | Martin Eden                          | Martin Eden             | 1909      |
| Gertrude Stein       | Three Lives                          | Három élet              | 1909      |
| Raymond Roussel      | Impressions d'Afrique                |                         | 1910      |
| E. M. Forster        | Howards End                          | Szellem a házban        | 1910      |

### 1911–1920
| Szerző                            | Eredeti cím                             | Magyar cím                              | Év   |
| --------------------------------- | --------------------------------------- | --------------------------------------- | ---- |
| Marcel Allain és Pierre Souvestre | Fantômas                                | Fantomas                                | 1911 |
| Edith Wharton                     | Ethan Frome                             | Ethan Frome                             | 1911 |
| James Stephens                    | The Charwoman’s Daughter                |                                         | 1912 |
| Thomas Mann                       | Der Tod in Venedig                      | Halál Velencében                        | 1912 |
| D. H. Lawrence                    | Sons and Lovers                         | Szülők és szeretők                      | 1913 |
| Robert Tressell                   | The Ragged Trousered Philanthropists    |                                         | 1914 |
| Edgar Rice Burroughs              | Tarzan of the Apes                      | Tarzan, a majomember                    | 1914 |
| Hermann Hesse                     | Roßhalde                                | Csillagsors                             | 1914 |
| Raymond Roussel                   | Locus Solus                             |                                         | 1914 |
| Nacume Szószeki                   | Kokoro                                  |                                         | 1914 |
| John Buchan                       | The Thirty-Nine Steps                   |                                         | 1915 |
| D. H. Lawrence                    | The Rainbow                             | Szivárvány                              | 1915 |
| W. S. Maugham                     | Of Human Bondage                        | Örök szolgaság                          | 1915 |
| Virginia Woolf                    | The Voyage Out                          | Messzeség                               | 1915 |
| Ford Madox Ford                   | The Good Soldier                        | A jó katona                             | 1915 |
| Akutagava Rjúnoszuke              | 羅生門 (Rashōmon)                       | A vihar kapujában                       | 1915 |
| Henri Barbusse                    | Le Feu                                  | A tűz                                   | 1916 |
| James Joyce                       | A Portrait of the Artist as a Young Man | Ifjúkori önarckép                       | 1916 |
| Edith Wharton                     | Bunner Sisters                          |                                         | 1916 |
| Knut Hamsun                       | Markens Grøde                           | Az anyaföld kincse / Az áldott anyaföld | 1917 |
| Edith Wharton                     | Summer                                  | A szerelem nyara                        | 1917 |
| Joseph Conrad                     | The Shadow Line                         | Az árnyéksáv                            | 1917 |
| Rebecca West                      | The Return of the Soldier               |                                         | 1918 |
| Wyndham Lewis                     | Tarr                                    |                                         | 1918 |
| Virginia Woolf                    | Night and Day                           | Éjre nap                                | 1919 |
| D. H. Lawrence                    | Women in Love                           | Szerelmes asszonyok                     | 1920 |
| Sinclair Lewis                    | Main Street                             | Fő utca                                 | 1920 |
| Edith Wharton                     | The Age of Innocence                    | Az ártatlanság kora                     | 1920 |

### 1921–1930
| Szerző               | Eredeti cím                                  | Magyar cím                      | Év   |
| -------------------- | -------------------------------------------- | ------------------------------- | ---- |
| Aldous Huxley        | Crome Yellow                                 | Nyár a kastélyban               | 1921 |
| D. H. Lawrence       | The Fox                                      | A róka                          | 1923 |
| James Joyce          | Ulysses                                      | Ulysses                         | 1922 |
| Sinclair Lewis       | Babbitt                                      | Babbitt                         | 1922 |
| D. H. Lawrence       | Aaron’s Rod                                  |                                 | 1922 |
| Karl Kraus           | Die letzten Tage der Menschheit              | Az emberiség végnapjai          | 1922 |
| May Sinclair         | Life and Death of Harriett Frean             |                                 | 1922 |
| Edith Wharton        | The Glimpses of the Moon                     |                                 | 1922 |
| Hermann Hesse        | Siddhartha                                   | Sziddhártha                     | 1922 |
| Virginia Woolf       | Jacob’s Room                                 | Jacob szobája                   | 1922 |
| E. E. Cummings       | The Enormous Room                            |                                 | 1922 |
| Katherine Mansfield  | The Garden Party                             | A garden party                  | 1922 |
| Stefan Zweig         | Amok                                         | Ámok                            | 1922 |
| Aldous Huxley        | Antic Hay                                    | Álszakáll (Légnadrág és társai) | 1923 |
| Jean Toomer          | Cane                                         |                                 | 1923 |
| Italo Svevo          | La coscienza di Zeno                         | Zeno tudata                     | 1923 |
| Raymond Radiguet     | Le Diable au corps                           | A test ördöge                   | 1923 |
| E. M. Forster        | A Passage to India                           | Út Indiába                      | 1924 |
| Jevgenyij Zamjatyin  | Мы                                           | Mi                              | 1924 |
| Thomas Mann          | Der Zauberberg                               | A varázshegy                    | 1924 |
| Michael Arlen        | The Green Hat                                | A zöld kalap                    | 1924 |
| Herman Melville      | Billy Budd, Foretopman                       | Billy Budd                      | 1924 |
| Willa Cather         | The Professor’s House                        |                                 | 1925 |
| Makszim Gorkij       | Дело Артамоновых (Gyelo Artamonovih)         | Az Artamonovok                  | 1925 |
| Franz Kafka          | Der Process                                  | A per                           | 1925 |
| André Gide           | Les Faux-monnayeurs                          | A pénzhamisítók                 | 1925 |
| F. Scott Fitzgerald  | The Great Gatsby                             | A nagy Gatsby                   | 1925 |
| Virginia Woolf       | Mrs. Dalloway                                | Mrs. Dalloway                   | 1925 |
| John Dos Passos      | Manhattan Transfer                           | Manhattani kalauz               | 1925 |
| Gertrude Stein       | The Making of Americans                      |                                 | 1925 |
| Agatha Christie      | The Murder of Roger Ackroyd                  | Az Ackroyd-gyilkosság           | 1926 |
| Luigi Pirandello     | Uno, nessuno e centomila                     | Az ezerarcú ember               | 1926 |
| D. H. Lawrence       | The Plumed Serpent                           | A tollas kigyó                  | 1926 |
| Jaroslav Hašek       | Osudy dobrého vojáka Švejka za světové války | Svejk, a derék katona           | 1926 |
| Franz Kafka          | Das Schloss                                  | A kastély                       | 1926 |
| Henry Green          | Blindness                                    |                                 | 1926 |
| Ernest Hemingway     | The Sun Also Rises                           | Fiesta, a nap is felkel         | 1926 |
| Franz Kafka          | Amerika                                      | Amerika                         | 1927 |
| Henry Williamson     | Tarka the Otter                              |                                 | 1927 |
| Virginia Woolf       | To The Lighthouse                            | A világítótorony                | 1927 |
| Marcel Proust        | À la recherche du temps perdu                | Az eltűnt idő nyomában          | 1927 |
| Hermann Hesse        | Steppenwolf                                  | A pusztai farkas                | 1927 |
| André Breton         | Nadja                                        | Nadja                           | 1928 |
| Ford Madox Ford      | Parade’s End                                 | Az utolsó angol úriember        | 1928 |
| Nella Larsen         | Quicksand                                    |                                 | 1928 |
| Evelyn Waugh         | Decline and Fall                             | Jámbor pálya                    | 1928 |
| Jean Rhys            | Quartet                                      |                                 | 1928 |
| Wyndham Lewis        | The Childermass                              |                                 | 1928 |
| Radclyffe Hall       | The Well of Loneliness                       |                                 | 1928 |
| D. H. Lawrence       | Lady Chatterley’s Lover                      | Lady Chatterley szeretője       | 1928 |
| Virginia Woolf       | Orlando                                      | Orlando                         | 1928 |
| Georges Bataille     | Story of the Eye                             | A szem története                | 1928 |
| Thomas Wolfe         | Look Homeward, Angel                         | Nézz vissza, angyal             | 1929 |
| Jean Cocteau         | Les Enfants Terribles                        | Rettenetes gyermekek            | 1929 |
| William Faulkner     | The Sound and the Fury                       | A hang és a téboly              | 1929 |
| Rebecca West         | Harriet Hume                                 |                                 | 1929 |
| Elizabeth Bowen      | The Last September                           |                                 | 1929 |
| Alfred Döblin        | Berlin Alexanderplatz                        | Berlin, Alexanderplatz          | 1929 |
| Erich Maria Remarque | Im Westen nichts Neues                       | Nyugaton a helyzet változatlan  | 1929 |
| Alberto Moravia      | Gli indifferenti                             | A közönyösök                    | 1929 |
| Henry Green          | Living                                       |                                 | 1929 |
| Dashiell Hammett     | Red Harvest                                  | Véres aratás                    | 1929 |
| Ernest Hemingway     | A Farewell to Arms                           | Búcsú a fegyverektől            | 1929 |
| Nella Larsen         | Passing                                      |                                 | 1929 |
| Giorgio de Chirico   | Hebdomeros                                   |                                 | 1929 |
| Dashiell Hammett     | The Maltese Falcon                           | A máltai sólyom                 | 1930 |
| Evelyn Waugh         | Vile Bodies                                  |                                 | 1930 |
| Frederic Manning     | Her Privates We                              |                                 | 1930 |
| Wyndham Lewis        | The Apes of God                              |                                 | 1930 |
| W. S. Maugham        | Cakes and Ale                                | Sör és perec                    | 1930 |

### 1931–1940
| Szerző                    | Eredeti cím                          | Magyar cím                      | Év   |
| ------------------------- | ------------------------------------ | ------------------------------- | ---- |
| Dashiell Hammett          | The Glass Key                        | Az üvegkulcs                    | 1931 |
| Virginia Woolf            | The Waves                            | Hullámok                        | 1931 |
| Joseph Roth               | The Radetzky March                   | A Radetzky induló               | 1932 |
| Dashiell Hammett          | The Thin Man                         | A cingár feltaláló              | 1932 |
| Elizabeth Bowen           | To the North                         |                                 | 1932 |
| Stella Gibbons            | Cold Comfort Farm                    |                                 | 1932 |
| Aldous Huxley             | Brave New World                      | Szép új világ                   | 1932 |
| Louis-Ferdinand Céline    | Voyage au bout de la nuit            | Utazás az éjszaka mélyére       | 1932 |
| Lewis Grassic Gibbon      | A Scots Quair (Sunset Song)          | Skócia lánya                    | 1932 |
| Robert Musil              | Der Mann ohne Eigenschaften          | A tulajdonságok nélküli ember   | 1933 |
| Storm Jameson             | A Day Off                            |                                 | 1933 |
| Vera Brittain             | Testament of Youth                   |                                 | 1933 |
| Gertrude Stein            | The Autobiography of Alice B. Toklas | Alice B. Toklas önéletrajza     | 1933 |
| Dorothy L. Sayers         | Murder Must Advertise                | Jelige: "Gyilkosság"            | 1933 |
| Nathanael West            | Miss Lonelyhearts                    | Törtszív kisasszony             | 1933 |
| Henry Roth                | Call it Sleep                        | Mint egy álom                   | 1934 |
| P. G. Wodehouse           | Thank You, Jeeves!                   | Köszönöm, Jeeves                | 1934 |
| F. Scott Fitzgerald       | Tender is the Night                  | Az éj szelíd trónján            | 1934 |
| Evelyn Waugh              | A Handful of Dust                    | Egy marék por                   | 1934 |
| Henry Miller              | Tropic of Cancer                     | Ráktérítő                       | 1934 |
| James M. Cain             | The Postman Always Rings Twice       | A postás mindig kétszer csenget | 1934 |
| M. Ageyev                 | Novel With Cocaine                   |                                 | 1934 |
| Bertolt Brecht            | Dreigroschenoper                     | Koldusopera                     | 1928 |
| Dorothy L. Sayers         | The Nine Tailors                     | Kilenc ütés, egy ember          | 1934 |
| George Orwell             | Burmese Days                         | Burmai napok                    | 1934 |
| Graham Greene             | England Made Me                      |                                 | 1935 |
| Elizabeth Bowen           | The House in Paris                   |                                 | 1935 |
| Horace McCoy              | They Shoot Horses, Don’t They?       | A lovakat lelövik, ugye?        | 1935 |
| Christopher Isherwood     | The Last of Mr. Norris               |                                 | 1935 |
| Elias Canetti             | Auto-da-Fé                           | Káprázat                        | 1935 |
| Halldór Laxness           | Independent People                   | Független emberek               | 1935 |
| Djuna Barnes              | Nightwood                            | Éjerdő                          | 1936 |
| Howard Phillips Lovecraft | At the Mountains of Madness          | Az őrület hegyei                | 1936 |
| William Faulkner          | Absalom, Absalom!                    | Fiam, Absolon!                  | 1936 |
| Ian MacPherson            | Wild Harbour                         |                                 | 1936 |
| George Orwell             | Keep the Aspidistra Flying           | A fikusz és az Antikrisztus     | 1936 |
| Margaret Mitchell         | Gone With the Wind                   | Elfújta a szél                  | 1936 |
| Rebecca West              | The Thinking Reed                    | Mint a nádszál...               | 1936 |
| Aldous Huxley             | Eyeless in Gaza                      | A vak Sámson                    | 1936 |
| Sylvia Townsend Warner    | Summer Will Show                     |                                 | 1936 |
| Ernest Hemingway          | To Have and Have Not                 | Gazdagok és szegények           | 1937 |
| Isak Dinesen              | Out of Africa                        | Volt egy farmom Afrikában       | 1937 |
| Wyndham Lewis             | The Revenge for Love                 |                                 | 1937 |
| David Jones               | In Parenthesis                       |                                 | 1937 |
| Virginia Woolf            | The Years                            | Évek                            | 1937 |
| J. R. R. Tolkien          | The Hobbit                           | A babó / A hobbit               | 1937 |
| Zora Neale Hurston        | Their Eyes Were Watching God         |                                 | 1937 |
| John Steinbeck            | Of Mice and Men                      | Egerek és emberek               | 1937 |
| Samuel Beckett            | Murphy                               | Murphy                          | 1938 |
| John Dos Passos           | U.S.A.                               | U.S.A.                          | 1938 |
| Graham Greene             | Brighton Rock                        | Brightoni szikla                | 1938 |
| Eric Ambler               | Cause for Alarm                      |                                 | 1938 |
| Daphne du Maurier         | Rebecca                              | A Manderley-ház asszonya        | 1938 |
| Jean-Paul Sartre          | La Nausée                            | Az undor                        | 1938 |
| Winifred Watson           | Miss Pettigrew Lives for a Day       |                                 | 1938 |
| Sylvia Townsend Warner    | After the Death of Don Juan          |                                 | 1938 |
| Raymond Chandler          | The Big Sleep                        | Hosszú álom                     | 1939 |
| Jean Rhys                 | Good Morning, Midnight               | Jó reggelt, éjfél               | 1939 |
| Henry Miller              | Tropic of Capricorn                  | Baktérítő                       | 1939 |
| Christopher Isherwood     | Goodbye to Berlin                    | Isten veled, Berlin             | 1939 |
| George Orwell             | Coming Up for Air                    | Légszomj                        | 1939 |
| Flann O’Brien             | At Swim-Two-Birds                    | Úszikkétmadáron                 | 1939 |
| James Joyce               | Finnegans Wake                       | Finnegan ébredése               | 1939 |
| John Steinbeck            | The Grapes of Wrath                  | Érik a gyümölcs                 | 1939 |
| Henry Green               | Party Going                          |                                 | 1939 |
| Dino Buzzati              | Il deserto dei Tartari               | A Tatárpuszta                   | 1940 |
| Graham Greene             | The Power and the Glory              | Hatalom és dicsőség             | 1940 |
| Richard Wright            | Native Son                           | Meghajszolt vad                 | 1940 |
| Ernest Hemingway          | For Whom the Bell Tolls              | Akiért a harang szól            | 1940 |
| Raymond Chandler          | Farewell My Lovely                   | Kedvesem, isten veled!          | 1940 |
| William Faulkner          | The Hamlet                           | Tanyán                          | 1940 |

### 1941–1950
| Szerző                   | Eredeti cím                   | Magyar cím                                        | Év   |
| ------------------------ | ----------------------------- | ------------------------------------------------- | ---- |
| Virginia Woolf           | Between the Acts              | Felvonások között                                 | 1941 |
| Patrick Hamilton         | Hangover Square               |                                                   | 1941 |
| Patrick White            | The Living and the Dead       |                                                   | 1941 |
| Flann O’Brien            | The Poor Mouth                | A fába szorult féreg                              | 1941 |
| Elio Vittorini           | Conversazione in Sicilia      | Szicíliai beszélgetés                             | 1941 |
| Albert Camus             | L’Étranger                    | Közöny                                            | 1942 |
| William Faulkner         | Go Down, Moses                | Eredj, Mózes!                                     | 1942 |
| Márai Sándor             | A gyertyák csonkig égnek      | A gyertyák csonkig égnek                          | 1942 |
| Hermann Hesse            | Das Glasperlenspiel           | Az üveggyöngyjáték                                | 1943 |
| Henry Green              | Caught                        | Csapdában                                         | 1943 |
| Antoine de Saint-Exupéry | Le Petit Prince               | A kis herceg                                      | 1943 |
| Saul Bellow              | Dangling Man                  |                                                   | 1944 |
| Jorge Luis Borges        | Ficciones                     | Fikciók                                           | 1944 |
| Anna Seghers             | Transit                       | Tranzit                                           | 1944 |
| W. S. Maugham            | The Razor’s Edge              | Borotvaélen                                       | 1944 |
| Carlo Levi               | Cristo si è fermato a Eboli   | Ahol a madár se jár / Krisztus megállott Ebolinál | 1945 |
| André Breton             | Arcanum 17                    |                                                   | 1945 |
| Henry Green              | Loving                        |                                                   | 1945 |
| Nancy Mitford            | The Pursuit of Love           |                                                   | 1945 |
| John Steinbeck           | Cannery Row                   | A kék öböl                                        | 1945 |
| George Orwell            | Animal Farm                   | Állatfarm                                         | 1945 |
| Evelyn Waugh             | Brideshead Revisited          | Utolsó látogatás                                  | 1945 |
| Ivo Andrić               | Na Drini ćuprija              | Híd a Drinán                                      | 1945 |
| Mervyn Peake             | Titus Groan                   | Titus Groan                                       | 1946 |
| Henry Green              | Back                          |                                                   | 1946 |
| Albert Camus             | La Peste                      | Pestis                                            | 1947 |
| Italo Calvino            | Il sentiero dei nidi di ragno | A pókfészkek ösvénye                              | 1947 |
| Malcolm Lowry            | Under the Volcano             | Vulkán alatt                                      | 1947 |
| Primo Levi               | Se questo è un uomo           | Ember ez?                                         | 1947 |
| Raymond Queneau          | Exercices de style            | Stílusgyakorlatok                                 | 1947 |
| Saul Bellow              | The Victim                    |                                                   | 1947 |
| Thomas Mann              | Doktor Faustus                | Doktor Faustus                                    | 1947 |
| Alan Paton               | Cry, the Beloved Country      |                                                   | 1948 |
| Graham Greene            | The Heart of the Matter       | A kezdet és a vég                                 | 1948 |
| Maurice Blanchot         | L’arrêt de mort               | Halálos ítélet                                    | 1948 |
| Alberto Moravia          | La disubbidienza              | Az engedetlenség                                  | 1948 |
| G. V. Desani             | All About H. Hatterr          |                                                   | 1948 |
| George Orwell            | Nineteen Eighty-Four          | 1984                                              | 1949 |
| Nelson Algren            | The Man With the Golden Arm   |                                                   | 1949 |
| Alejo Carpentier         | El reino de este mundo        | Földi királyság                                   | 1949 |
| Elizabeth Bowen          | The Heat of the Day           |                                                   | 1949 |
| Victor Serge             | The Case of Comrade Tulayev   |                                                   | 1949 |
| Nancy Mitford            | Love in a Cold Climate        |                                                   | 1949 |
| Simon Vestdijk           | De koperen tuin               |                                                   | 1950 |
| Cesare Pavese            | La luna e i falò              | A hold és a máglyák                               | 1950 |
| Isaac Asimov             | I, Robot                      | Én, a robot                                       | 1950 |
| Doris Lessing            | The Grass is Singing          | A fű dalol                                        | 1950 |
| Mervyn Peake             | Gormenghast                   |                                                   | 1950 |
| James Thurber            | The 13 Clocks                 | A 13 falióra                                      | 1950 |
| Graham Greene            | The Third Man                 | A harmadik                                        | 1950 |
| Octavio Paz              | El Laberinto de la soledad    |                                                   | 1950 |
| Georges Bataille         | The Abbot C                   |                                                   | 1950 |

### 1951–1960
| Szerző                | Eredeti cím                       | Magyar cím                                           | Év   |
| --------------------- | --------------------------------- | ---------------------------------------------------- | ---- |
| Graham Greene         | The End of the Affair             | A szakítás                                           | 1951 |
| Samuel Beckett        | Molloy                            | Molloy                                               | 1951 |
| Albert Camus          | L’Homme révolté                   | A lázadó ember                                       | 1951 |
| J. D. Salinger        | The Catcher in the Rye            | Rozsban a fogó (2015 előtti magyar címén Zabhegyező) | 1951 |
| Níkosz Kazandzákisz   | Ο Χριστός ξανασταυρώνεται         | Krisztus utolsó megkísértése                         | 1951 |
| Julien Gracq          | Le Rivage des Syrtes              | A Szirtiszek partvidéke                              | 1951 |
| Isaac Asimov          | Foundation                        | Alapítvány                                           | 1951 |
| John Wyndham          | Day of the Triffids               | A triffidek napja                                    | 1951 |
| Samuel Beckett        | Malone Dies                       | Malone meghal                                        | 1951 |
| Marguerite Yourcenar  | Mémoires d’Hadrien                | Hadrianus emlékezései                                | 1951 |
| Jim Thompson          | The Killer Inside Me              |                                                      | 1952 |
| Flannery O’Connor     | Wise Blood                        | Csalhatatlan vér                                     | 1952 |
| Ernest Hemingway      | The Old Man and the Sea           | Az öreg halász és a tenger                           | 1952 |
| Ralph Ellison         | Invisible Man                     | A láthatatlan                                        | 1952 |
| Friedrich Dürrenmatt  | Der Richter und sein Henker       | A bíró és a hóhér                                    | 1952 |
| Ian Fleming           | Casino Royale                     | Casino Royale                                        | 1953 |
| James Baldwin         | Go Tell It on the Mountain        |                                                      | 1953 |
| Saul Bellow           | The Adventures of Augie March     | Augie March kalandjai                                | 1953 |
| William S. Burroughs  | Junkie                            | A narkós                                             | 1953 |
| Kingsley Amis         | Lucky Jim                         | Szerencsés flótás                                    | 1954 |
| Samuel Beckett        | Watt                              | Watt                                                 | 1953 |
| Samuel Beckett        | The Unnamable                     | A megnevezhetetlen                                   | 1953 |
| Raymond Chandler      | The Long Goodbye                  | Elkéstél, Terry!/A hosszú búcsú                      | 1953 |
| L. P. Hartley         | The Go-Between                    | A szerelmi postás                                    | 1953 |
| Iris Murdoch          | Under the Net                     | A háló alatt                                         | 1954 |
| William Golding       | Lord of the Flies                 | A Legyek Ura                                         | 1954 |
| Alberto Moravia       | Il disprezzo                      | A megvetés                                           | 1954 |
| Pauline Réage         | Histoire d’O                      | O története                                          | 1954 |
| Wyndham Lewis         | Self Condemned                    |                                                      | 1954 |
| Max Frisch            | Stiller                           | Stiller                                              | 1954 |
| Françoise Sagan       | Bonjour Tristesse                 | Jó reggelt, búbánat!                                 | 1954 |
| Pier Paolo Pasolini   | Ragazzi di vita                   | Utcakölykök                                          | 1955 |
| William Gaddis        | The Recognitions                  |                                                      | 1955 |
| Graham Greene         | The Quiet American                | A csendes amerikai                                   | 1955 |
| James Plunkett        | The Trusting and the Maimed       |                                                      | 1955 |
| Elizabeth Bowen       | A World of Love                   |                                                      | 1955 |
| Vladimir Nabokov      | Lolita                            | Lolita                                               | 1955 |
| Patricia Highsmith    | The Talented Mr. Ripley           | A tehetséges Mr. Ripley                              | 1955 |
| J. R. R. Tolkien      | The Lord of the Rings             | A Gyűrűk Ura                                         | 1955 |
| John Barth            | The Floating Opera                | Az Úszó Opera                                        | 1957 |
| Saul Bellow           | Seize the Day                     | Napjaid gyümölcse                                    | 1956 |
| Romain Gary           | Les racines du ciel               |                                                      | 1956 |
| Sam Selvon            | The Lonely Londoners              |                                                      | 1956 |
| James Baldwin         | Giovanni’s Room                   | Giovanni szobája                                     | 1956 |
| Lawrence Durrell      | Justine                           | Alexandriai négyes – Justine                         | 1957 |
| James Thurber         | The Wonderful “O”                 |                                                      | 1957 |
| Borisz Paszternak     | Доктор Живаго (Doktor Zsivago)    | Zsivago doktor                                       | 1957 |
| Vladimir Nabokov      | Pnin                              | Pnyin professzor                                     | 1957 |
| Jack Kerouac          | On the Road                       | Úton                                                 | 1957 |
| Max Frisch            | Homo Faber                        | Homo Faber                                           | 1957 |
| Georges Bataille      | Le Bleu du Ciel                   |                                                      | 1957 |
| John Wyndham          | The Midwich Cuckoos               | Szemünk fényei                                       | 1957 |
| Patrick White         | Voss                              |                                                      | 1957 |
| Alain Robbe-Grillet   | La Jalousie                       | Rések                                                | 1957 |
| Iris Murdoch          | The Bell                          |                                                      | 1958 |
| Terence Hanbury White | The Once and Future King          | Üdv néked Arthur, nagy király                        | 1958 |
| John Barth            | The End of the Road               | Az út vége                                           | 1958 |
| Brendan Behan         | Borstal Boy                       |                                                      | 1958 |
| Paul Gallico          | Mrs. ‘Arris Goes to Paris         |                                                      | 1958 |
| Alan Sillitoe         | Saturday Night and Sunday Morning | Szombat este, vasárnap reggel                        | 1958 |
| Chinua Achebe         | Things Fall Apart                 | Széthulló világ                                      | 1958 |
| Eilís Dillon          | The Bitter Glass                  |                                                      | 1958 |
| Nevil Shute           | A Town Like Alice                 | Az örökség                                           | 1950 |
| Óe Kenzaburó          | Memusiri koucsi                   |                                                      | 1958 |
| G. T. di Lampedusa    | Il gattopardo                     | A párduc                                             | 1958 |
| Truman Capote         | Breakfast at Tiffany’s            | Álom luxuskivitelben                                 | 1958 |
| Heinrich Böll         | Billard um halbzehn               | Biliárd fél tízkor                                   | 1959 |
| Muriel Spark          | Memento Mori                      | Memento mori                                         | 1959 |
| Saul Bellow           | Henderson the Rain King           | Henderson az esőkirály                               | 1959 |
| Colin MacInnes        | Absolute Beginners                |                                                      | 1959 |
| Günter Grass          | Die Blechtrommel                  | A bádogdob                                           | 1959 |
| William S. Burroughs  | Naked Lunch                       | Meztelen ebéd                                        | 1959 |
| Keith Waterhouse      | Billy Liar                        |                                                      | 1959 |
| Laurie Lee            | Cider With Rosie                  |                                                      | 1959 |
| Romain Gary           | La promesse de l’aube             | A virradat ígérete                                   | 1960 |
| John Updike           | Rabbit, Run                       | Nyúlcipő                                             | 1960 |
| Harper Lee            | To Kill a Mockingbird             | Ne bántsátok a feketerigót!                          | 1960 |
| Edna O’Brien          | The Country Girls                 | Vidéki lányok                                        | 1960 |
| Italo Calvino         | I nostri antenati                 | Eleink                                               | 1960 |

### 1961–1970
| Szerző                 | Eredeti cím                                                   | Magyar cím                                        | Év                      |
| ---------------------- | ------------------------------------------------------------- | ------------------------------------------------- | ----------------------- |
| Samuel Beckett         | How It Is                                                     | Hogy is van ez                                    | 1961                    |
| Flannery O’Connor      | The Violent Bear it Away                                      | "…és erőszakosak ragadják azt magukhoz"           | 1960                    |
| Joseph Heller          | Catch-22                                                      | A 22-es csapdája                                  | 1961                    |
| Muriel Spark           | The Prime of Miss Jean Brodie                                 | Jean Brodie kisasszony fénykora                   | 1961                    |
| Günter Grass           | Katz und Maus                                                 | Macska és egér                                    | 1961                    |
| Stanisław Lem          | Solaris                                                       | Solaris                                           | 1961                    |
| Janet Frame            | Faces in the Water                                            |                                                   | 1961                    |
| Iris Murdoch           | A Severed Head                                                |                                                   | 1961                    |
| J. D. Salinger         | Franny and Zooey                                              | Franny és Zooey                                   | 1961                    |
| Robert A. Heinlein     | Stranger in a Strange Land                                    | Angyali üdvözlet                                  | 1961                    |
| Giorgio Bassani        | Il giardino dei Finzi-Contini                                 | Finzi-Continiék kertje                            | 1962                    |
| Edna O’Brien           | Girl With Green Eyes                                          |                                                   | 1962                    |
| Jorge Luis Borges      | Labyrinths                                                    |                                                   | 1962                    |
| Doris Lessing          | The Golden Notebook                                           | Az arany jegyzetfüzet                             | 1962                    |
| J. G. Ballard          | The Drowned World                                             | Vízbe fúlt világ                                  | 1962                    |
| Vladimir Nabokov       | Pale Fire                                                     | Gyér világ                                        | 1962                    |
| Anthony Burgess        | A Clockwork Orange                                            | Gépnarancs                                        | 1962                    |
| Ken Kesey              | One Flew Over the Cuckoo’s Nest                               | Száll a kakukk fészkére                           | 1962                    |
| John Fowles            | The Collector                                                 | A lepkegyűjtő                                     | 1963                    |
| A. I. Szolzsenyicin    | Один день Ивана Денисовича (Ogyin gyeny Ivana Gyenyiszovicsa) | Ivan Gyenyiszovics egy napja                      | 1962                    |
| Sylvia Plath           | The Bell Jar                                                  | Az üvegbura                                       | 1963                    |
| Anthony Burgess        | Inside Mr. Enderby                                            | Mr. Enderby – bepillantás                         | 1963                    |
| Muriel Spark           | The Girls of Slender Means                                    |                                                   | 1963                    |
| John le Carré          | The Spy Who Came in from the Cold                             | A kém, aki bejött a hidegről                      | 1963                    |
| Marcel Pagnol          | Manon des Sources                                             | Dombok vize II. – Manon, a források lánya         | 1963                    |
| Charles Webb           | The Graduate                                                  | A nagykorú                                        | 1963                    |
| Kurt Vonnegut          | Cat’s Cradle                                                  | Macskabölcső                                      | 1963                    |
| Thomas Pynchon         | V.                                                            |                                                   | 1963                    |
| Saul Bellow            | Herzog                                                        | Herzog                                            | 1964                    |
| Marguerite Duras       | Le Ravissement de Lol V. Stein                                |                                                   | 1964                    |
| Chinua Achebe          | Arrow of God                                                  |                                                   | 1964                    |
| B. S. Johnson          | Albert Angelo                                                 |                                                   | 1964                    |
| Donald Barthelme       | Come Back, Dr. Caligari                                       | Jöjj vissza, doktor Caligari                      | 1964                    |
| Ken Kesey              | Sometimes a Great Notion                                      | Olykor egy nagy ötlet                             | 1964                    |
| Clarice Lispector      | A Paixão segundo G.H.                                         |                                                   | 1964                    |
| Flannery O’Connor      | Everything That Rises Must Converge                           | Minden összefut                                   | 1965                    |
| Kurt Vonnegut          | God Bless You, Mr. Rosewater                                  | Áldja meg az Isten, Mr. Rosewater                 | 1965                    |
| Edna O’Brien           | August is a Wicked Month                                      |                                                   | 1965                    |
| James Ngugi            | The River Between                                             |                                                   | 1965                    |
| Georges Perec          | Les Choses                                                    | A dolgok                                          | 1965                    |
| Thomas Pynchon         | The Crying of Lot 49                                          | A 49-es tétel kiáltása                            | 1966                    |
| John Barth             | Giles Goat-Boy                                                |                                                   | 1966                    |
| Jean Rhys              | Wide Sargasso Sea                                             | Széles Sargasso-tenger                            | 1966                    |
| Marguerite Duras       | Le Vice-Consul                                                | Az alkonzul                                       | 1966                    |
| John Fowles            | The Magus                                                     | A mágus                                           | 1966                    |
| Truman Capote          | In Cold Blood                                                 | Hidegvérrel                                       | 1966                    |
| B. S. Johnson          | Trawl                                                         |                                                   | 1966                    |
| Rebecca West           | The Birds Fall Down                                           |                                                   | 1966                    |
| Georges Perec          | Un homme qui dort                                             | Az alvó ember                                     | 1967                    |
| Flann O’Brien          | The Third Policeman                                           | A harmadik rendőr                                 | 1967                    |
| Angus Wilson           | No Laughing Matter                                            |                                                   | 1967                    |
| Milan Kundera          | Žert                                                          | Tréfa                                             | 1967                    |
| Dorothy Richardson     | Pilgrimage                                                    |                                                   | 1967                    |
| Mihail Bulgakov        | Мастер и Маргарита (Maszter i Margarita)                      | A Mester és Margarita                             | 1967                    |
| Gabriel García Márquez | Cien años de soledad                                          | Száz év magány                                    | 1967                    |
| Mario Vargas Llosa     | The Cubs and Other Stories                                    | Kölykök                                           | 1967                    |
| Tom Wolfe              | The Electric Kool-Aid Acid Test                               | Savpróba                                          | 1968                    |
| John Wyndham           | Chocky                                                        | Chocky                                            | 1968                    |
| Christa Wolf           | Nachdenken über Christa T.                                    | Ki volt Christa T.?                               | 1968                    |
| Barry Hines            | A Kestrel for a Knave                                         |                                                   | 1968                    |
| Richard Brautigan      | In Watermelon Sugar                                           | Görögdinnye édes levében                          | 1968                    |
| Siegfried Lenz         | Deutschstunde                                                 | Németóra                                          | 1968                    |
| Malcolm Lowry          | Dark as the Grave Wherein My Friend is Laid                   |                                                   | 1968                    |
| Philip K. Dick         | Do Androids Dream of Electric Sheep?                          | Álmodnak-e az androidok elektronikus bárányokkal? | 1968                    |
| Arthur C. Clarke       | 2001: A Space Odyssey                                         | 2001. Űrodisszeia                                 | 1968                    |
| A. I. Szolzsenyicin    | В круге первом (V kruge pervom)                               | A pokol tornáca                                   | 1968                    |
| A. I. Szolzsenyicin    | Раковый корпус (Rakovij korpusz)                              | Rákosztály                                        | 1968                    |
| Albert Cohen           | Belle du Seigneur                                             |                                                   | 1968                    |
| Iris Murdoch           | The Nice and the Good                                         |                                                   | 1968                    |
| Gore Vidal             | Myra Breckinridge                                             |                                                   | 1968                    |
| Elizabeth Bowen        | Eva Trout                                                     |                                                   | 1968                    |
| Georges Perec          | La Disparition                                                |                                                   | 1969 Konrád György 1969 |
| Joyce Carol Oates      | Them                                                          | Ők                                                | 1969                    |
| Vladimir Nabokov       | Ada                                                           | Ada                                               | 1969                    |
| Mario Puzo             | The Godfather                                                 | A keresztapa                                      | 1969                    |
| Philip Roth            | Portnoy’s Complaint                                           | A Portnoy-kór                                     | 1969                    |
| Kingsley Amis          | The Green Man                                                 |                                                   | 1969                    |
| John Fowles            | The French Lieutenant’s Woman                                 | A francia hadnagy szeretője                       | 1969                    |
| Kurt Vonnegut          | Slaughterhouse Five                                           | Az ötös számú vágóhíd                             | 1969                    |
| Chester Himes          | Blind Man With a Pistol                                       |                                                   | 1969                    |
| Robert Coover          | Pricksongs and Descants                                       |                                                   | 1969                    |
| Jorge Amado            | Tenda dos Milagres                                            | Csodabazár                                        | 1969                    |
| J. G. Ballard          | The Atrocity Exhibition                                       |                                                   | 1969                    |
| Uwe Johnson            | Jahrestage                                                    |                                                   | 1970                    |
| J. G. Farrell          | Troubles                                                      | Zavaros idők                                      | 1970                    |
| Samuel Beckett         | Mercier et Camier                                             | Mercier és Camier                                 | 1970                    |
| Maya Angelou           | I Know Why the Caged Bird Sings                               |                                                   | 1967                    |
| Peter Handke           | Die Angst des Tormanns beim Elfmeter                          | A kapus félelme tizenegyesnél                     | 1970                    |
| Toni Morrison          | The Bluest Eye                                                | Nagyonkék                                         | 1970                    |
| Michel Tournier        | Le Roi des aulnes                                             | A Rémkirály                                       | 1970                    |
| Muriel Spark           | The Driver’s Seat                                             |                                                   | 1970                    |
| Misima Jukio           | Hódzsó no umi                                                 |                                                   | 1970                    |

### 1971–1980
| Szerző                 | Eredeti cím                           | Magyar cím                                | Év   |
| ---------------------- | ------------------------------------- | ----------------------------------------- | ---- |
| John Updike            | Rabbit Redux                          | Nyúlketrec                                | 1971 |
| William S. Burroughs   | The Wild Boys                         |                                           | 1971 |
| Heinrich Böll          | Gruppenbild mit Dame                  | Csoportkép hölggyel                       | 1971 |
| Hunter S. Thompson     | Fear and Loathing in Las Vegas        | Félelem és reszketés Las Vegasban         | 1971 |
| E. L. Doctorow         | The Book of Daniel                    | Daniel könyve                             | 1971 |
| V. S. Naipaul          | In A Free State                       |                                           | 1971 |
| B. S. Johnson          | House Mother Normal                   |                                           | 1971 |
| Margaret Atwood        | Surfacing                             | Fellélegzés                               | 1972 |
| John Berger            | G.                                    | G.                                        | 1972 |
| Tove Jansson           | Sommarboken                           |                                           | 1972 |
| Philip Roth            | The Breast                            |                                           | 1972 |
| Italo Calvino          | Le città invisibili                   | Láthatatlan városok                       | 1972 |
| Toni Morrison          | Sula                                  |                                           | 1973 |
| Iris Murdoch           | The Black Prince                      |                                           | 1973 |
| Thomas Pynchon         | Gravity’s Rainbow                     | Súlyszivárvány                            | 1973 |
| Graham Greene          | The Honorary Consul                   | A tiszteletbeli konzul                    | 1973 |
| J. G. Ballard          | Crash                                 | Karambol                                  | 1973 |
| Italo Calvino          | La taverna dei destini incrociati     | Az egymást keresztező sorsok kastélya     | 1973 |
| J. G. Farrell          | The Siege of Krishnapur               |                                           | 1973 |
| Bessie Head            | A Question of Power                   |                                           | 1973 |
| Erica Jong             | Fear of Flying                        | Félek a repüléstől/Rettegés a repüléstől  | 1973 |
| Kurt Vonnegut          | Breakfast of Champions                | Bajnokok reggelije                        | 1973 |
| John le Carré          | Tinker Tailor Soldier Spy             | Az áruló/Árulás/Suszter, szabó, baka, kém | 1974 |
| Heinrich Böll          | Die verlorene Ehre der Katharina Blum | Katharina Blum elvesztett tisztessége     | 1974 |
| J. M. Coetzee          | Dusklands                             | Alkonyvidék                               | 1974 |
| William Kotzwinkle     | The Fan Man                           |                                           | 1974 |
| E. L. Doctorow         | Ragtime                               | Ragtime                                   | 1975 |
| Thomas Bernhard        | Korrektur                             | Korrektúra                                | 1975 |
| Martin Amis            | Dead Babies                           |                                           | 1975 |
| Saul Bellow            | Humboldt’s Gift                       | Humboldt adománya                         | 1975 |
| J. G. Ballard          | High-Rise                             | Toronyház                                 | 1975 |
| Richard Brautigan      | Willard and His Bowling Trophies      |                                           | 1975 |
| Kertész Imre           | Sorstalanság                          | Sorstalanság                              | 1975 |
| Donald Barthelme       | The Dead Father                       | A Holtapa                                 | 1975 |
| Salman Rushdie         | Grimus                                | Grímusz                                   | 1975 |
| Anthony Powell         | A Dance to the Music of Time          |                                           | 1975 |
| Georges Perec          | W ou le souvenir d’enfance            | W vagy a gyermekkor emlékezete            | 1975 |
| Gabriel García Márquez | El otoño del patriarca                | A pátriárka alkonya                       | 1975 |
| Christa Wolf           | Kindheitsmuster                       | Visszaperelt emlékezet                    | 1976 |
| Donald Barthelme       | Amateurs                              |                                           | 1976 |
| Newton Thornburg       | Cutter and Bone                       |                                           | 1976 |
| Anne Rice              | Interview With the Vampire            | Interjú a vámpírral                       | 1976 |
| Robert Coover          | The Public Burning                    |                                           | 1977 |
| Don DeLillo            | Ratner’s Star                         |                                           | 1976 |
| Peter Handke           | Die linkshändige Frau                 | A balkezes asszony                        | 1976 |
| Clarice Lispector      | A hora da Estrela                     |                                           | 1977 |
| Toni Morrison          | Song of Solomon                       | Salamon-ének                              | 1977 |
| James Ngugi            | Petals of Blood                       |                                           | 1977 |
| Michael Herr           | Dispatches                            |                                           | 1977 |
| Stephen King           | The Shining                           | A ragyogás                                | 1977 |
| Anaïs Nin              | Delta of Venus                        | Vénusz deltája                            | 1977 |
| Angela Carter          | The Passion of New Eve                |                                           | 1977 |
| J. M. Coetzee          | In the Heart of the Country           | A semmi szívében                          | 1977 |
| A. S. Byatt            | The Virgin in the Garden              |                                           | 1978 |
| Thomas Bernhard        | Ja                                    | Igen                                      | 1978 |
| J. G. Farrell          | The Singapore Grip                    |                                           | 1978 |
| Iris Murdoch           | The Sea, The Sea                      |                                           | 1978 |
| Georges Perec          | La Vie mode d’emploi                  |                                           | 1978 |
| John Irving            | The World According to Garp           | Garp szerint a világ                      | 1978 |
| Ian McEwan             | The Cement Garden                     |                                           | 1978 |
| Douglas Adams          | The Hitchhiker’s Guide to the Galaxy  | Galaxis útikalauz stopposoknak            | 1979 |
| Italo Calvino          | Se una notte d’inverno un viaggiatore | Ha egy téli éjszakán egy utazó            | 1979 |
| Heinrich Böll          | Fürsorgliche Belagerung               | Gondviselő ostromzár                      | 1979 |
| Nadine Gordimer        | Burger’s Daughter                     |                                           | 1979 |
| V. S. Naipaul          | A Bend in the River                   | A nagy folyó kanyarulatában               | 1979 |
| Doris Lessing          | Shikasta                              |                                           | 1979 |
| John le Carré          | Smiley’s People                       | Csapda                                    | 1979 |
| Milan Kundera          | Kniha smíchu a zapomnění              | A nevetés és felejtés könyve              | 1979 |
| Umberto Eco            | Il nome della rosa                    | A rózsa neve                              | 1980 |
| Elmore Leonard         | City Primeval                         |                                           | 1980 |
| John Kennedy Toole     | Confederacy of Dunces                 | Tökfilkók szövetsége                      | 1980 |
| Cees Nooteboom         | Rituelen                              | Szertartások                              | 1980 |

### 1981–1990
| Szerző                      | Eredeti cím                             | Magyar cím                             | Év   |
| --------------------------- | --------------------------------------- | -------------------------------------- | ---- |
| William Golding             | Rites of Passage                        | Beavatás                               | 1981 |
| Salman Rushdie              | Midnight’s Children                     | Az éjfél gyermekei                     | 1980 |
| J. M. Coetzee               | Waiting for the Barbarians              | A barbárokra várva                     | 1980 |
| Ismail Kadare               | Prilli i thyer                          | Kettétört április                      | 1980 |
| Leonyid Cipkin              | Leto v Bagyenye                         | Nyár Badenben                          | 1981 |
| Nadine Gordimer             | July’s People                           | July népe                              | 1981 |
| Ian McEwan                  | The Comfort of Strangers                | Idegenben                              | 1981 |
| Alasdair Gray               | Lanark: A Life in Four Books            |                                        | 1981 |
| John Updike                 | Rabbit is Rich                          | Nyúlháj                                | 1981 |
| Don DeLillo                 | The Names                               |                                        | 1982 |
| Thomas Bernhard             | Beton                                   | Beton                                  | 1982 |
| Bruce Chatwin               | On the Black Hill                       |                                        | 1982 |
| John Banville               | The Newton Letter                       |                                        | 1982 |
| Isabel Allende              | The House of the Spirits                | Kísértetház                            | 1982 |
| Thomas Keneally             | Schindler’s Ark                         | Schindler bárkája                      | 1982 |
| Kazuo Ishiguro              | A Pale View of Hills                    | A dombok halvány képe                  | 1982 |
| Thomas Bernhard             | Wittgensteins Neffe                     | Wittgenstein unokaöccse                | 1982 |
| Alice Walker                | The Color Purple                        | Kedves Jóisten                         | 1982 |
| Edmund White                | A Boy’s Own Story                       |                                        | 1982 |
| Primo Levi                  | Se non ora, quando?                     |                                        | 1982 |
| Hugo Claus                  | The Sorrow of Belgium                   | Belgium bánata                         | 1983 |
| Elfriede Jelinek            | Die Klavierspielerin                    | A zongoratanárnő                       | 1983 |
| Doris Lessing               | The Diary of Jane Somers                |                                        | 1983 |
| J. M. Coetzee               | The Life and Times of Michael K         | Michael K élete és kora                | 1983 |
| Graham Swift                | Waterland                               | Lápvilág                               | 1983 |
| Elmore Leonard              | La Brava                                |                                        | 1983 |
| William Trevor              | Fools of Fortune                        | Balvégzet bolondjai                    | 1983 |
| Samuel Beckett              | Worstward Ho                            | Előre vaknyugatnak                     | 1983 |
| Salman Rushdie              | Shame                                   | Szégyen                                | 1983 |
| Martin Amis                 | Money: A Suicide Note                   | Pénz (Búcsúlevél)                      | 1984 |
| Julian Barnes               | Flaubert’s Parrot                       | Flaubert papagája                      | 1984 |
| William Gibson              | Neuromancer                             | Neurománc                              | 1984 |
| Kathy Acker                 | Blood and Guts in High School           |                                        | 1984 |
| Milan Kundera               | Nesnesitelná lehkost bytí               | A lét elviselhetetlen könnyűsége       | 1984 |
| Angela Carter               | Nights at the Circus                    | Esték a cirkuszban                     | 1984 |
| Iain Banks                  | The Wasp Factory                        | A darázsgyár                           | 1984 |
| J. G. Ballard               | Empire of the Sun                       | A Nap birodalma                        | 1984 |
| Marguerite Duras            | L’Amant                                 | A szerető                              | 1984 |
| José Saramago               | O ano de morte de Ricardo Reis          | Ricardo Reis halálának éve             | 1984 |
| James Kelman                | The Busconductor Hines                  |                                        | 1984 |
| Milorad Pavić               | Hazarski rečnik                         | Kazár szótár                           | 1984 |
| David Gemmell               | Legend                                  | Legenda                                | 1984 |
| Peter Ackroyd               | Hawksmoor                               |                                        | 1985 |
| William S. Burroughs        | Queer                                   |                                        | 1985 |
| Don DeLillo                 | White Noise                             | Fehér zaj                              | 1985 |
| Thomas Bernhard             | Alte Meister                            | Régi mesterek                          | 1985 |
| Patrick Süskind             | Das Parfum                              | A parfüm                               | 1985 |
| Margaret Atwood             | The Handmaid’s Tale                     | A szolgálólány meséje                  | 1985 |
| Carl Sagan                  | Contact                                 | Kapcsolat                              | 1985 |
| Bret Easton Ellis           | Less Than Zero                          | Nullánál is kevesebb                   | 1985 |
| John Fowles                 | A Maggot                                |                                        | 1985 |
| John Irving                 | The Cider House Rules                   | Árvák hercege                          | 1985 |
| Jeanette Winterson          | Oranges Are Not the Only Fruit          |                                        | 1985 |
| Gabriel García Márquez      | El amor en los tiempos del cólera       | Szerelem a kolera idején               | 1985 |
| Gert Hofmann                | Der Blindensturz                        | Vak vezet világtalant                  | 1985 |
| Amy Hempel                  | Reasons to Live                         |                                        | 1985 |
| Primo Levi                  | I sommersi e i salvati                  | Akik odavesztek és akik megmenekültek  | 1986 |
| J. M. Coetzee               | Foe                                     | Foe                                    | 1986 |
| Thomas Bernhard             | Auslöschung. Ein Zerfall                | Kioltás (Bomlásregény)                 | 1986 |
| Kazuo Ishiguro              | An Artist of the Floating World         | A lebegő világ művésze                 | 1986 |
| David Leavitt               | Lost Language of Cranes                 |                                        | 1986 |
| Kingsley Amis               | The Old Devils                          |                                        | 1986 |
| Alan Moore és David Gibbons | Watchmen                                | Watchmen: Az Őrzők                     | 1986 |
| Joyce Carol Oates           | Marya                                   |                                        | 1986 |
| James Ngugi                 | Matigari                                |                                        | 1986 |
| Lorrie Moore                | Anagrams                                |                                        | 1986 |
| Toni Morrison               | Beloved                                 | A kedves                               | 1987 |
| Jo Jung-rae                 | The Taebek Mountains                    |                                        | 1987 |
| V. S. Naipaul               | Enigma of Arrival                       |                                        | 1987 |
| T. Coraghessan Boyle        | World’s End                             |                                        | 1987 |
| Paul Auster                 | The New York Trilogy                    | New York trilógia                      | 1987 |
| Tom Wolfe                   | The Bonfire of the Vanities             | Hiúságok máglyája                      | 1987 |
| Harry Mathews               | Cigarettes                              |                                        | 1987 |
| Ian McEwan                  | The Child in Time                       |                                        | 1987 |
| Patrick Süskind             | Die Taube                               | A galamb                               | 1987 |
| Jeanette Winterson          | The Passion                             | A szenvedély                           | 1987 |
| James Ellroy                | The Black Dahlia                        | Fekete Dália                           | 1987 |
| Peter Handke                | Nachmittag eines Schriftstellers        |                                        | 1987 |
| Margaret Drabble            | The Radiant Way                         |                                        | 1987 |
| Douglas Adams               | Dirk Gently’s Holistic Detective Agency | Dirk Gently holisztikus nyomozóirodája | 1987 |
| Douglas Adams               | The Long Dark Teatime of the Soul       | A lélek hosszú, sötét teadélutánja     | 1988 |
| Tsitsi Dangarembga          | Nervous Conditions                      |                                        | 1988 |
| Iain Banks                  | The Player of Games                     | A játékmester                          | 1988 |
| Don DeLillo                 | Libra                                   | A Mérleg jegyében                      | 1988 |
| Peter Carey                 | Oscar and Lucinda                       |                                        | 1988 |
| Alan Hollinghurst           | The Swimming-Pool Library               |                                        | 1988 |
| Salman Rushdie              | The Satanic Verses                      | A sátáni versek                        | 1988 |
| David Markson               | Wittgenstein’s Mistress                 |                                        | 1988 |
| Edmund White                | The Beautiful Room is Empty             |                                        | 1988 |
| Umberto Eco                 | Il pendolo di Foucault                  | A Foucault-inga                        | 1988 |
| Margaret Atwood             | Cat’s Eye                               | Macskaszem                             | 1988 |
| John Banville               | The Book of Evidence                    |                                        | 1989 |
| Martin Amis                 | London Fields                           |                                        | 1989 |
| John Irving                 | A Prayer for Owen Meany                 | Fohász Owen Meanyért                   | 1989 |
| Laura Esquivel              | Como agua para chocolate                | Szeress Mexikóban                      | 1989 |
| José Saramago               | História do cerco de Lisboa             | Lisszabon ostromának históriája        | 1989 |
| Janice Galloway             | The Trick is to Keep Breathing          |                                        | 1989 |
| Alice Walker                | The Temple of My Familiar               |                                        | 1989 |
| Krasznahorkai László        | Az ellenállás melankóliája              | Az ellenállás melankóliája             | 1989 |
| Kazuo Ishiguro              | Remains of the Day                      | A főkomornyik szabadsága               | 1989 |
| E. L. Doctorow              | Billy Bathgate                          | Billy Bathgate, a gengszterinas        | 1989 |
| Paul Auster                 | Moon Palace                             | Holdpalota                             | 1989 |
| Jeanette Winterson          | Sexing the Cherry                       |                                        | 1989 |
| James Kelman                | A Disaffection                          |                                        | 1989 |
| William Kotzwinkle          | The Midnight Examiner                   |                                        | 1989 |
| Hanif Kureishi              | The Buddha of Suburbia                  | A kültelki Buddha                      | 1990 |
| A. S. Byatt                 | Possession                              | Mindenem                               | 1990 |
| Lorrie Moore                | Like Life                               |                                        | 1990 |
| Michael Cunningham          | A Home at the End of the World          | Otthon a világ végén                   | 1990 |
| Tim O’Brien                 | The Things They Carried                 |                                        | 1990 |
| Paul Auster                 | The Music of Chance                     | A véletlen zenéje                      | 1990 |
| Jim Dodge                   | Stone Junction                          |                                        | 1990 |
| W. G. Sebald                | Vertigo                                 | Szédület. Érzés.                       | 1990 |
| Thomas Pynchon              | Vineland                                |                                        | 1990 |
| John McGahern               | Amongst Women                           |                                        | 1990 |
| Elmore Leonard              | Get Shorty                              | Szóljatok a köpcösnek!                 | 1990 |

### 1991–2000
| Szerző               | Eredeti cím                                                                                            | Magyar cím                       | Év   |
| -------------------- | --- | -------------------------------- | ---- |
| Angela Carter        | Wise Children                                                                                          |                                  | 1991 |
| Louis de Bernières   | Señor Vivo and the Coca Lord                                                                           | Senor Vivo és a kokainbáró       | 1991 |
| Iain Sinclair        | Downriver                                                                                              |                                  | 1991 |
| Pat Barker           | Regeneration                                                                                           | Felépülés                        | 1990 |
| Padgett Powell       | Typical                                                                                                |                                  | 1991 |
| Don DeLillo          | Mao II                                                                                                 |                                  | 1991 |
| Martin Amis          | Time’s Arrow                                                                                           | Időnyíl                          | 1991 |
| Bret Easton Ellis    | American Psycho                                                                                        | Amerikai psycho                  | 1991 |
| Jung Chang           | Wild Swans                                                                                             | Vadhattyúk                       | 1991 |
| Jim Crace            | Arcadia                                                                                                |                                  | 1992 |
| Esther Freud         | Hideous Kinky                                                                                          |                                  | 1992 |
| Ian McEwan           | Black Dogs                                                                                             |                                  | 1992 |
| Hilda Doolittle      | Asphodel                                                                                               |                                  | 1992 |
| Colm Tóibín          | The Heather Blazing                                                                                    |                                  | 1992 |
| Joyce Carol Oates    | Black Water                                                                                            |                                  | 1992 |
| Patrick McCabe       | The Butcher Boy                                                                                        | A mészároslegény                 | 1992 |
| Peter Høeg           | Smilla’s Sense of Snow                                                                                 | Smilla kisasszony hóra vágyik    | 1992 |
| Michael Ondaatje     | The English Patient                                                                                    | Az angol beteg                   | 1992 |
| Toni Morrison        | Jazz                                                                                                   | Dzsessz                          | 1992 |
| Jeanette Winterson   | Written on the Body                                                                                    |                                  | 1992 |
| Iain Banks           | The Crow Road                                                                                          |                                  | 1992 |
| Marina Warner        | Indigo                                                                                                 |                                  | 1992 |
| Alice Walker         | Possessing the Secret of Joy                                                                           |                                  | 1992 |
| Javier Marias        | A Heart So White                                                                                       | A szívem fehér                   | 1992 |
| Harry Mulisch        | De ontdekking van de hemel                                                                             | A menny felfedezése              | 1992 |
| Emine Özdamar        | Das Leben ist eine Karawanserei, hat zwei Türen, aus einer kam ich rein, aus der anderen ging ich raus |                                  | 1992 |
| Donna Tartt          | The Secret History                                                                                     | A titkos történet                | 1992 |
| W. G. Sebald         | The Emigrants                                                                                          | Kivándoroltak                    | 1993 |
| Margaret Atwood      | The Robber Bride                                                                                       |                                  | 1993 |
| Peter Ackroyd        | The House of Doctor Dee                                                                                |                                  | 1993 |
| Jeffrey Eugenides    | The Virgin Suicides                                                                                    | Öngyilkos szüzek                 | 1993 |
| Carol Shields        | The Stone Diaries                                                                                      | Kőbe vésett történet             | 1993 |
| Vikram Seth          | A Suitable Boy                                                                                         |                                  | 1993 |
| Jonathan Coe         | What a Carve Up!                                                                                       |                                  | 1993 |
| Alain de Botton      | Essays In Love/On Love: A Novel                                                                        |                                  | 1993 |
| Iain Banks           | Complicity                                                                                             |                                  | 1993 |
| Philip Roth          | Operation Shylock                                                                                      | Shylock-hadművelet               | 1993 |
| A. L. Kennedy        | Looking for the Possible Dance                                                                         |                                  | 1993 |
| Sebastian Faulks     | Birdsong                                                                                               | Madárdal                         | 1993 |
| Irvine Welsh         | Trainspotting                                                                                          | Trainspotting                    | 1993 |
| E. Annie Proulx      | The Shipping News                                                                                      | Kikötői hírek                    | 1993 |
| Uwe Timm             | The Invention of Curried Sausage                                                                       |                                  | 1993 |
| David Dabydeen       | Disappearance                                                                                          |                                  | 1993 |
| William Trevor       | Felicia’s Journey                                                                                      |                                  | 1994 |
| Louis de Bernières   | Captain Corelli’s Mandolin                                                                             | Corelli kapitány mandolinja      | 1994 |
| James Kelman         | How Late It Was, How Late                                                                              |                                  | 1994 |
| Jáchym Topol         | City Sister Silver                                                                                     | Nővérem                          | 1994 |
| Antonio Tabucchi     | Sostiene Pereira. Una testimonianza                                                                    | Állítja Pereira (Tanúvallomás)   | 1994 |
| Murakami Haruki      | Nedzsimaki-dori kuronikuru                                                                             | A kurblimadár krónikája          | 1994 |
| J. M. Coetzee        | The Master of Petersburg                                                                               |                                  | 1994 |
| Park Kyong-ni        | Land                                                                                                   |                                  | 1994 |
| Michel Houellebecq   | Extension du domaine de la lutte                                                                       | A harcmező kiterjesztése         | 1994 |
| Alan Hollinghurst    | The Folding Star                                                                                       |                                  | 1994 |
| Paul Auster          | Mr. Vertigo                                                                                            | Mr. Vertigo                      | 1994 |
| Lydia Davis          | The End of the Story                                                                                   | A történet vége                  | 1995 |
| Gillian Rose         | Love’s Work                                                                                            |                                  | 1995 |
| Rohinton Mistry      | A Fine Balance                                                                                         | India, India                     | 1995 |
| Bernhard Schlink     | Der Vorleser                                                                                           | A felolvasó                      | 1995 |
| W. G. Sebald         | The Rings of Saturn                                                                                    | A Szaturnusz gyűrűi              | 1995 |
| Philip Roth          | Sabbath’s Theater                                                                                      | Sabbath színháza                 | 1995 |
| Salman Rushdie       | The Moor’s Last Sigh                                                                                   | A Mór utolsó sóhaja              | 1995 |
| Martin Amis          | The Information                                                                                        |                                  | 1995 |
| Alan Warner          | Morvern Callar                                                                                         |                                  | 1995 |
| Kazuo Ishiguro       | The Unconsoled                                                                                         |                                  | 1995 |
| Margaret Atwood      | Alias Grace                                                                                            | Alias Grace                      | 1996 |
| V. O. Pelevin        | Чапаев и Пустота (Csapajev i Pusztota)                                                                 | Az agyag géppuska                | 1996 |
| David Foster Wallace | Infinite Jest                                                                                          | Végtelen tréfa                   | 1996 |
| Hella Haasse         | Forever a Stranger                                                                                     |                                  | 1996 |
| Pat Barker           | The Ghost Road                                                                                         |                                  | 1996 |
| Anne Michaels        | Fugitive Pieces                                                                                        | Rejtőzködő töredékek             | 1996 |
| Patricia Duncker     | Hallucinating Foucault                                                                                 |                                  | 1996 |
| J. G. Ballard        | Cocaine Nights                                                                                         |                                  | 1996 |
| Alessandro Baricco   | Seta                                                                                                   | Selyem                           | 1996 |
| John Banville        | The Untouchable                                                                                        |                                  | 1997 |
| Philip Roth          | American Pastoral                                                                                      | Amerikai pasztorál               | 1997 |
| V. O. Pelevin        | Жизнь насекомых (Zsizny naszekomih)                                                                    | A rovarok élete                  | 1997 |
| Peter Carey          | Jack Maggs                                                                                             |                                  | 1997 |
| Don DeLillo          | Underworld                                                                                             |                                  | 1997 |
| Ian McEwan           | Enduring Love                                                                                          | Őrült szerelem                   | 1997 |
| Will Self            | Great Apes                                                                                             |                                  | 1997 |
| Arthur Golden        | Memoirs of a Geisha                                                                                    | Egy gésa emlékiratai             | 1997 |
| Arundhati Roy        | The God of Small Things                                                                                | Az Apró Dolgok Istene            | 1997 |
| Thomas Pynchon       | Mason & Dixon                                                                                          |                                  | 1997 |
| Paulo Coelho         | Veronika Decide Morrer                                                                                 | Veronika meg akar halni          | 1998 |
| Michael Cunningham   | The Hours                                                                                              | Az órák                          | 1998 |
| Pat Barker           | Another World                                                                                          |                                  | 1998 |
| Bret Easton Ellis    | Glamorama                                                                                              | Glamoráma                        | 1998 |
| Barbara Kingsolver   | The Poisonwood Bible                                                                                   | Mérgezett Éden                   | 1998 |
| Sarah Waters         | Tipping the Velvet                                                                                     | Suhog a selyem, libben a bársony | 1998 |
| Ardal O’Hanlon       | The Talk of the Town                                                                                   |                                  | 1998 |
| Cees Nooteboom       | All Souls Day                                                                                          | Mindenszentek                    | 1998 |
| Russell Banks        | Cloudsplitter                                                                                          |                                  | 1998 |
| Ian McEwan           | Amsterdam                                                                                              | Amszterdam                       | 1998 |
| Hanif Kureishi       | Intimacy                                                                                               | Intimitás                        | 1998 |
| Michel Houellebecq   | Elementary Particles                                                                                   | Elemi részecskék                 | 1998 |
| Murakami Haruki      | Szupútoniku no koibito                                                                                 | Szputnyik, szívecském!           | 1999 |
| J. M. Coetzee        | Disgrace                                                                                               | Szégyen                          | 1999 |
| Salman Rushdie       | The Ground Beneath Her Feet                                                                            | Talpa alatt a föld               | 1999 |
| Amélie Nothomb       | Stupeur et tremblements                                                                                | Hódolattal esengve               | 1999 |
| A. L. Kennedy        | Everything You Need                                                                                    |                                  | 1999 |
| Slavenka Drakulic    | As If I Am Not There                                                                                   |                                  | 1999 |
| Neal Stephenson      | Cryptonomicon                                                                                          |                                  | 1999 |
| Pankaj Mishra        | The Romantics                                                                                          |                                  | 1999 |
| Paul Auster          | Timbuktu                                                                                               | Timbuktu                         | 1999 |
| George Saunders      | Pastoralia                                                                                             |                                  | 2000 |
| Joyce Carol Oates    | Blonde                                                                                                 | Szöszi                           | 2000 |
| Mark Z. Danielewski  | House of Leaves                                                                                        |                                  | 2000 |
| J. G. Ballard        | Super-Cannes                                                                                           |                                  | 2000 |
| Shashi Deshpande     | Small Remedies                                                                                         |                                  | 2000 |
| Murakami Haruki      | Kami no Kodomo-tacsi va Mina Odoru                                                                     |                                  | 2000 |
| Margaret Atwood      | The Blind Assassin                                                                                     | A vak bérgyilkos                 | 2000 |
| Philip Roth          | The Human Stain                                                                                        | Szégyenfolt                      | 2000 |
| Will Self            | How the Dead Live                                                                                      |                                  | 2000 |
| E. L. Doctorow       | City of God                                                                                            | Isten városa                     | 2000 |
| Esterházy Péter      | Harmonia cælestis                                                                                      | Harmonia cælestis                | 2000 |
| David Peace          | Nineteen Seventy Seven                                                                                 |                                  | 2000 |
| Milan Kundera        | Ignorance                                                                                              | Nemtudás                         | 2000 |
| Michel Faber         | Under the Skin                                                                                         | A felszín alatt                  | 2000 |
| Zakes Mda            | The Heart of Redness                                                                                   |                                  | 2000 |
| Zadie Smith          | White Teeth                                                                                            | Fehér fogak                      | 2000 |
| Ismail Kadare        | Lulet e ftohta të marsit                                                                               |                                  | 2000 |
| Paulo Coelho         | O Demônio e a Srta. Prym                                                                               | Az ördög és Prym kisasszony      | 2000 |
| Akhil Sharma         | An Obedient Father                                                                                     |                                  | 2000 |
| Mario Vargas Llosa   | La fiesta del chivo                                                                                    | A kecske ünnepe                  | 2000 |

## 21. század
| Szerző               | Eredeti cím                                       | Magyar cím                                                     | Év   |
| -------------------- | ------------------------------------------------- | -------------------------------------------------------------- | ---- |
| Yann Martel          | Life of Pi                                        | Pi élete                                                       | 2001 |
| Chuck Palahniuk      | Choke                                             | Cigányút                                                       | 2001 |
| Jamie O’Neill        | At Swim, Two Boys                                 |                                                                | 2001 |
| Salman Rushdie       | Fury                                              | Fúriadüh                                                       | 2001 |
| Don DeLillo          | The Body Artist                                   |                                                                | 2001 |
| Margaret Mazzantini  | Non ti muovere                                    | Ne mozdulj!                                                    | 2001 |
| Jonathan Franzen     | The Corrections                                   | Javítások                                                      | 2001 |
| Ian McEwan           | Atonement                                         | Vágy és vezeklés                                               | 2001 |
| Heather McGowan      | Schooling                                         |                                                                | 2001 |
| Michel Houellebecq   | Platform                                          | A csúcson                                                      | 2001 |
| W. G. Sebald         | Austerlitz                                        | Austerlitz                                                     | 2001 |
| Hanif Kureishi       | Gabriel’s Gift                                    |                                                                | 2001 |
| Paul Auster          | The Book of Illusions                             | Az illúziók könyve                                             | 2002 |
| Aleksandar Hemon     | Nowhere Man                                       |                                                                | 2002 |
| Iain Banks           | Dead Air                                          |                                                                | 2002 |
| J. M. Coetzee        | Youth                                             |                                                                | 2002 |
| Jeffrey Eugenides    | Middlesex                                         | Egy test, két lélek, avagy Egy lánynak született fiú története | 2002 |
| John Banville        | Shroud                                            |                                                                | 2002 |
| Edna O’Brien         | In the Forest                                     |                                                                | 2002 |
| John McGahern        | That They May Face the Rising Sun                 |                                                                | 2002 |
| William Trevor       | The Story of Lucy Gault                           |                                                                | 2002 |
| Murakami Haruki      | Umibe no Kafuka                                   | Kafka a tengerparton                                           | 2002 |
| Carol Shields        | Unless                                            | Norah, gyere haza!                                             | 2002 |
| Jonathan Safran Foer | Everything is Illuminated                         | Minden vilángol                                                | 2002 |
| José Saramago        | O Homem Duplicado                                 | Az embermás                                                    | 2002 |
| Sarah Waters         | Fingersmith                                       | A szobalány                                                    | 2002 |
| Rohinton Mistry      | Family Matters                                    | Családi ügyek                                                  | 2002 |
| Iain Sinclair        | London Orbital                                    |                                                                | 2002 |
| J. M. Coetzee        | Elizabeth Costello                                | Elizabeth Costello                                             | 2003 |
| Dan Sleigh           | Islands                                           |                                                                | 2003 |
| Mark Haddon          | The Curious Incident of the Dog in the Night-Time | A kutya különös esete az éjszakában                            | 2003 |
| Siri Hustvedt        | What I Loved                                      | Amit szerettem                                                 | 2003 |
| Graham Swift         | The Light of Day                                  |                                                                | 2003 |
| Alan Garner          | Thursbitch                                        |                                                                | 2003 |
| Rose Tremain         | The Colour                                        | Színarany                                                      | 2003 |
| T. Coraghessan Boyle | Drop City                                         |                                                                | 2003 |
| David Mitchell       | Cloud Atlas                                       | Felhőatlasz                                                    | 2004 |
| Iain Sinclair        | Dining on Stones                                  |                                                                | 2004 |
| Peter Ackroyd        | The Lambs of London                               |                                                                | 2004 |
| David Markson        | Vanishing Point                                   |                                                                | 2004 |
| Colm Tóibín          | The Master                                        |                                                                | 2004 |
| Philip Roth          | The Plot Against America                          | Összeesküvés Amerika ellen                                     | 2004 |
| Margaret Drabble     | The Red Queen                                     |                                                                | 2004 |
| John Banville        | The Sea                                           | A tenger                                                       | 2005 |
| Peter Manson         | Adjunct: An Undigest                              |                                                                | 2004 |
| J. M. Coetzee        | Slow Man                                          |                                                                | 2005 |
| Zadie Smith          | On Beauty                                         | A szépségről                                                   | 2005 |
| Ian McEwan           | Saturday                                          | Szombat                                                        | 2005 |
| Kazuo Ishiguro       | Never Let Me Go                                   | Ne engedj el…                                                  | 2005 |

## Magyar szerzők művei a listán
Hat magyar szerző egy-egy műve szerepel a fenti listán:
- Esterházy Péter: Harmonia caelestis
- Gárdonyi Géza: Egri csillagok[8]
- Kertész Imre: Sorstalanság
- Konrád György: A látogató[8]
- Krasznahorkai László: Az ellenállás melankóliája
- Márai Sándor: A gyertyák csonkig égnek